# Kanton Schaffhausen
Koordinaten: 47° 43′ N, 8° 35′ O; CH1903: 686279 / 286121
Schaffhausen (Kürzel SH, schweizerdeutsch Schafuuse, Schaffuuse, Schafhuuse, Schaffhuuse, französisch Schaffhouse, italienisch Sciaffusa, rätoromanisch Schaffusaⓘ) ist der Kanton, der die nördlichste Spitze der Schweiz bildet und fast ausschliesslich nördlich des Rheins liegt. Der Hauptort und zugleich grösste Ort ist die gleichnamige Stadt Schaffhausen.

## Geographie
Der Kanton Schaffhausen ist der nördlichste Kanton der Schweiz. Mit Ausnahme eines kleinen Teils von Stein am Rhein (Vor der Brugg) und eines Fusswegs von der Rheinbrücke von Schaffhausen nach Feuerthalen bis zum Wehr des Kraftwerks Schaffhausen liegt der Kanton nördlich des Rheins; er ist fast ganz von der Bundesrepublik Deutschland umgeben und umgibt seinerseits die deutsche Exklave Büsingen am Hochrhein. Südlich grenzt der Kanton, hauptsächlich im Rhein, an die Kantone Zürich und Thurgau. Die gesamte Grenzlänge beträgt 185,4 km. Sie teilt sich wie folgt auf: Bundesrepublik Deutschland (inklusive Enklave Büsingen) 151,8 km, Kanton Zürich 23,2 km, Kanton Thurgau 10,4 km. Der komplizierte Grenzverlauf wurde durch territoriale Veränderungen im 18., 19. und 20. Jahrhundert mehrfach vereinfacht und angepasst.
Der Kanton ist in drei Teilgebiete aufgeteilt:
| Name                  | Höhe Rheinabfluss in Meter über Meer | Fläche in km² | Einwohner 31. Dezember 2023 | Einwohnerstärkste Gemeinde |
| --------------------- | ------------------------------------ | ------------- | --------------------------- | -------------------------- |
| Oberer Kantonsteil    | 394                                  | 30,97         | 5'776                       | Stein am Rhein             |
| Mittlerer Kantonsteil | 359                                  | 256,08        | 74'937                      | Schaffhausen               |
| Unterer Kantonsteil   | 344                                  | 11,37         | 1'635                       | Buchberg                   |

Der Randen, ein Ausläufer des Juras bzw. der Schwäbischen Alb, verleiht dem Kanton Schaffhausen einen hügeligen Charakter. Die Randenhöhen sind weitgehend mit Wald bedeckt. Deshalb ist der Kanton Schaffhausen neben dem Kanton Jura der waldreichste Kanton. Der höchste Punkt des Kantons liegt mit 912 m ü. M. beim Hagen auf dem Randen. Der tiefste Punkt liegt am Rhein bei Buchberg auf einer Höhe von 344 m ü. M.
Am geografischen Mittelpunkt des Kantons Schaffhausen in der Gemeinde Beringen liegt ein Findling (siehe weiter unten in diesem Abschnitt).
Östlich des Randens folgt der ebenfalls hügelige Reiat.
Südlich des Randens liegt ein fruchtbares, flaches Tal, der Klettgau, das vor über 50'000 Jahren durch den Urrhein geformt wurde. Im Klettgau wird vorwiegend Reb- und Ackerbau betrieben.
Die Hochebenen des Randens und Reiats werden durch mehrere, zum Teil steil abfallende Täler durchschnitten. Die wichtigsten Täler heissen: Bibertal, Freudental/Taal, Hemmentalertal/Hauental, Herblingertal, Merishausertal/Mühlental, Orserental, Wangental und das Wutachtal.

### Gewässer

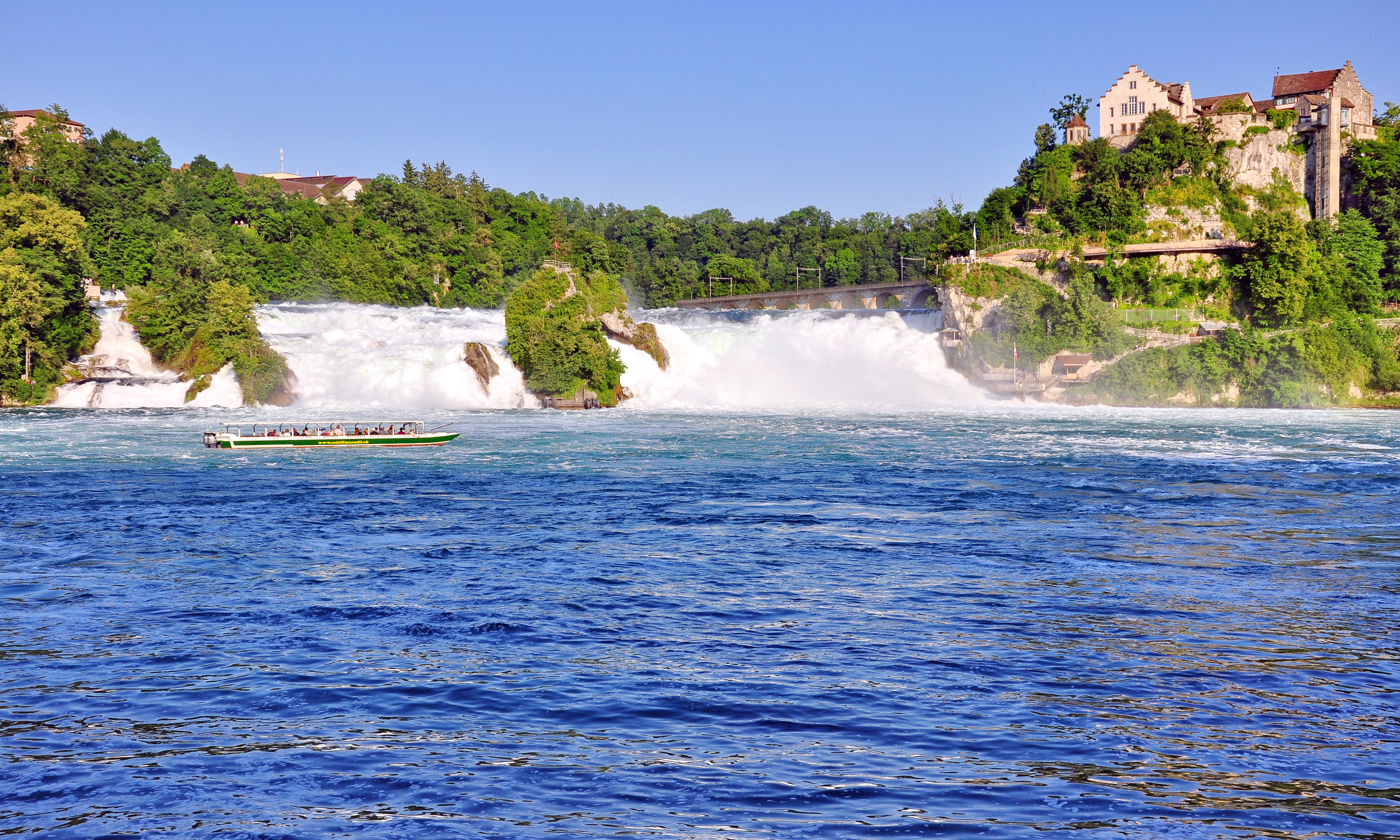
Der Rheinfall ist einer der grössten Wasserfälle Europas

Klimadiagramm der Messstation Schaffhausen

Der Kanton wird durch den Rhein respektive den Hochrhein, wie der Flussabschnitt auch genannt wird, geprägt. Er verlässt bei Stein am Rhein den Untersee und durchfliesst die drei Teilgebiete des Kantons. Über den Rheinfall, den zweitwasserreichsten Wasserfall des europäischen Kontinents (nach dem Sarpsfossen in Norwegen), stürzen die Wassermassen 23 Meter in die Tiefe.
Der Reiat sowie der obere Kantonsteil werden durch die Biber durchflossen. Der Klettgau wird durch den Mühlibach und den Seltenbach entwässert. Auf deutschem Gebiet heisst der Fluss dann Klingengraben. Durch das Wangental fliesst der Seegraben. Bei Schleitheim bildet die Wutach auf einigen Kilometern die Grenze zu Deutschland. Die Durach entwässert einen Teil des Randens und fliesst durch Bargen und Merishausen. Nach Durchfluss des teilweise schluchtartigen Mühlentals mündet sie bei Schaffhausen in den Rhein. Die Fulach floss ursprünglich von Thayngen her nach Schaffhausen und mündete beim Schwabentor in die Durach. Bereits in den 1930er Jahren wurde der Bach bei Herblingen eingedolt.
Am Ende der letzten Eiszeit, der Würmeiszeit vor ca. 18'000 Jahren, schmolz der Rheingletscher ab, und zwischen Thayngen und Dörflingen entstanden die vier Toteisseen Morgetshofsee, Rudolfersee, Egelsee und das Seeli. Heute bieten die Seen vielen seltenen Tier- und Pflanzenarten eine Heimat. An kalten Wintertagen tummeln sich Schlittschuhläufer auf dem grössten der Seen, dem Morgetshofsee. Auch der idyllisch gelegene Nägelsee bei Buchthalen ist bei Schlittschuhläufern sehr beliebt.
Von 1907 bis 1909 wurde oberhalb der Stadt Schaffhausen mit dem Engeweiher das erste Pumpspeicherkraftwerk der Schweiz gebaut. Noch heute wird Rheinwasser vom Kraftwerk Schaffhausen zum Engeweiher hochgepumpt. Das Kraftwerk Neuhausen nutzt die Höhe des Rheinfalls für die Produktion von Strom.

### Klima
Der Kanton Schaffhausen befindet sich am Rande des Mittellandes und im Bereich der gemässigten Klimazone. Die Stadt Schaffhausen sowie der Klettgau liegen im Regenschatten von Schwarzwald, Randen und des Reiats. Besonders der Schwarzwald hält die regenreichen Westwinde ab.
Die durchschnittliche Regenmenge in der Stadt Schaffhausen von 863 mm im Jahr ist für Mitteleuropa eher gering. Sie gehört zu den tiefsten in der ganzen Schweiz. Der in den Alpentälern und am Alpenrand wichtige Föhn zeigt im Normalfall keine speziellen klimatischen Auswirkungen auf den Kanton Schaffhausen. Das langjährige Mittel an Sonnenscheindauer beträgt in der Stadt Schaffhausen 1345 Stunden/Jahr.

### Geographischer Mittelpunkt des Kantons Schaffhausen

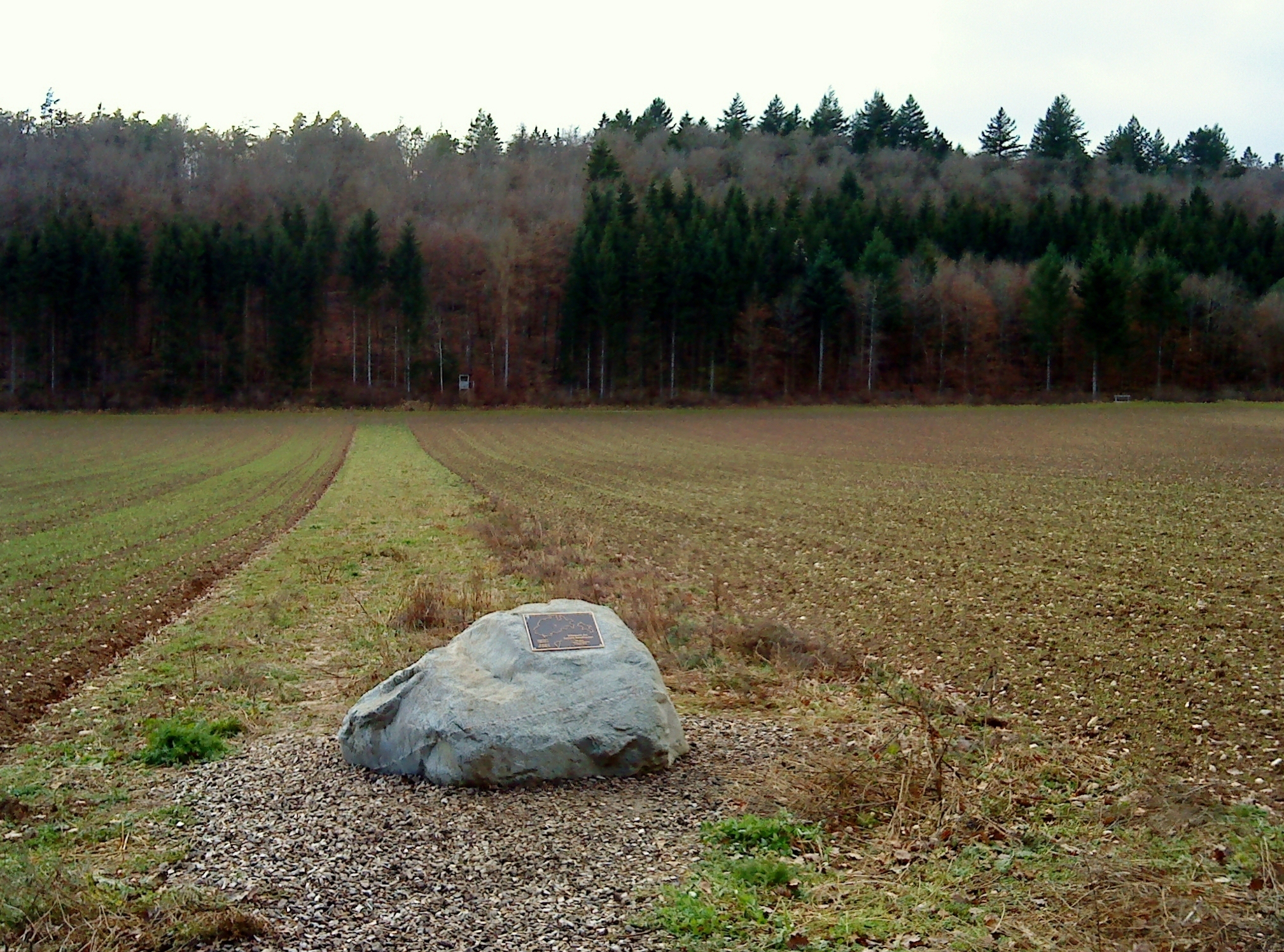
Der Findling markiert den geografischen Mittelpunkt des Kantons Schaffhausen

Der geographische Mittelpunkt des Kantons Schaffhausen befindet sich in einem Acker im Eschheimertal auf dem Gebiet der Gemeinde Beringen. Der Punkt auf 565 m ü. M., der durch einen 3,5 Tonnen schweren Findling markiert ist, liegt nordwestlich der Stadt Schaffhausen, in der Nähe des Beringer Randenturms und des Engeweihers. Die genauen Koordinaten lauten: 686'528 / 285'410, (Lage)
Anlässlich der Feierlichkeiten zum 100-Jahr-Jubiläum der amtlichen Vermessung im Kanton wurde am 4. April 2012 durch den Regierungsrat Ernst Landolt eine Gedenktafel enthüllt. Der Findling liegt nur wenige Meter neben dem Wanderweg, der vom Lahnbuck ins Eschheimertal führt. Der Wanderweg ist mit gelben Tafeln mit der Aufschrift «Mittelpunkt des Kantons Schaffhausen» signalisiert.
Der Mittelpunkt ist 21 km von Stein am Rhein, 16 km von Buchberg, 9 km von Bargen und 13 km von Trasadingen entfernt.

## Geschichte

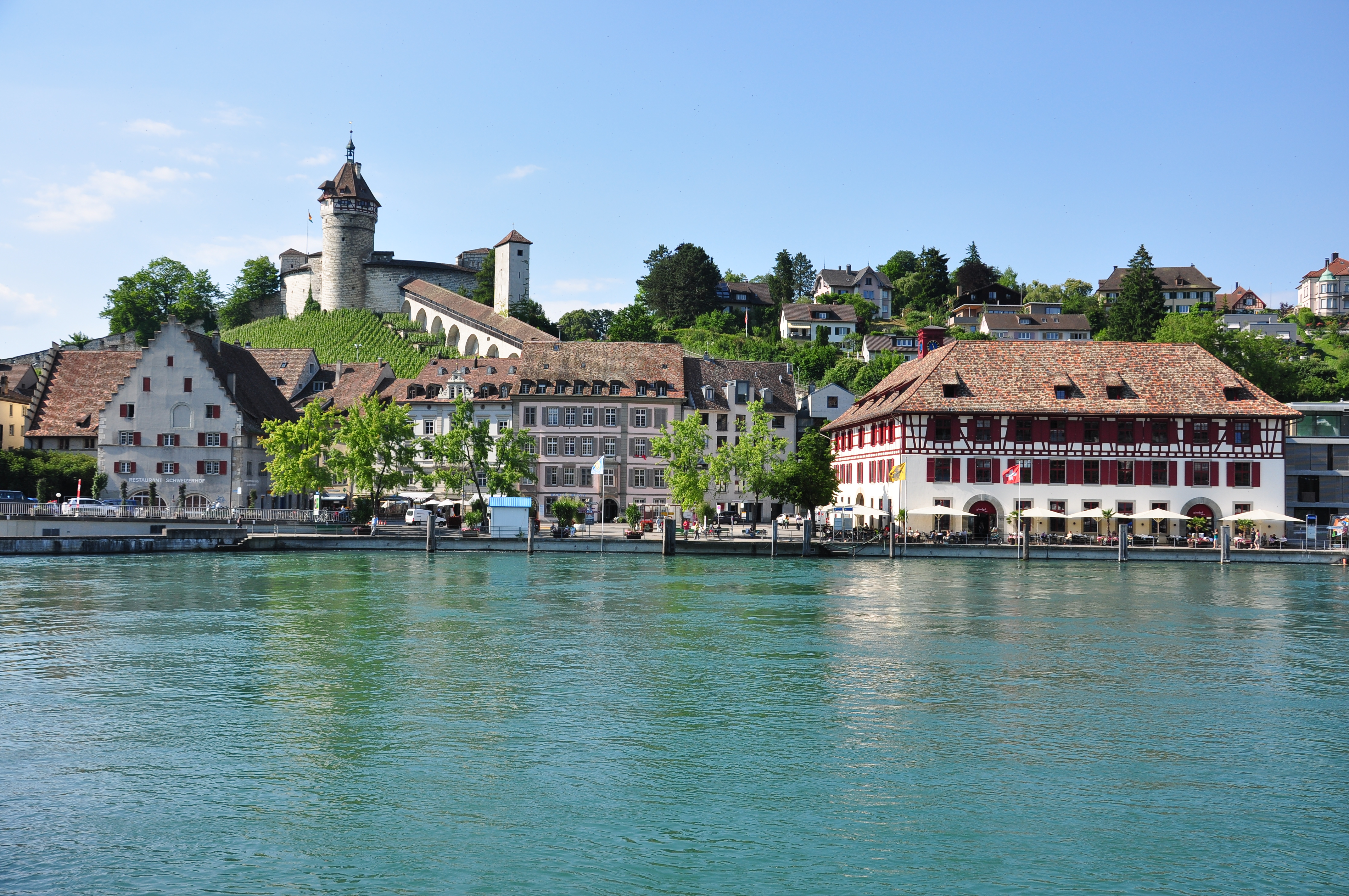
Schifflände von Schaffhausen mit dem Wahrzeichen Munot, links davon der Schweizerhof, rechts der Güterhof

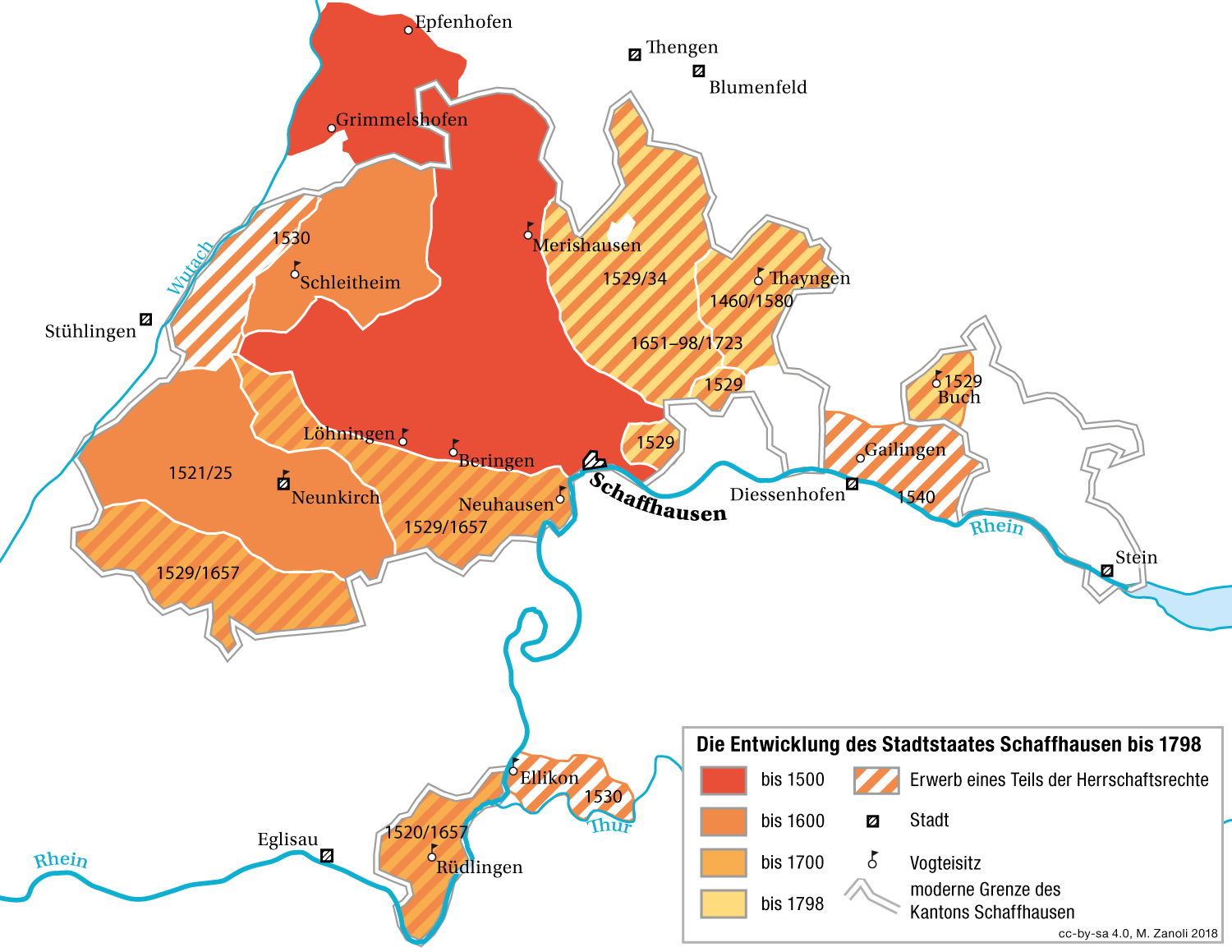
Karte zur Entwicklung des Kantonsgebiets bis 1798

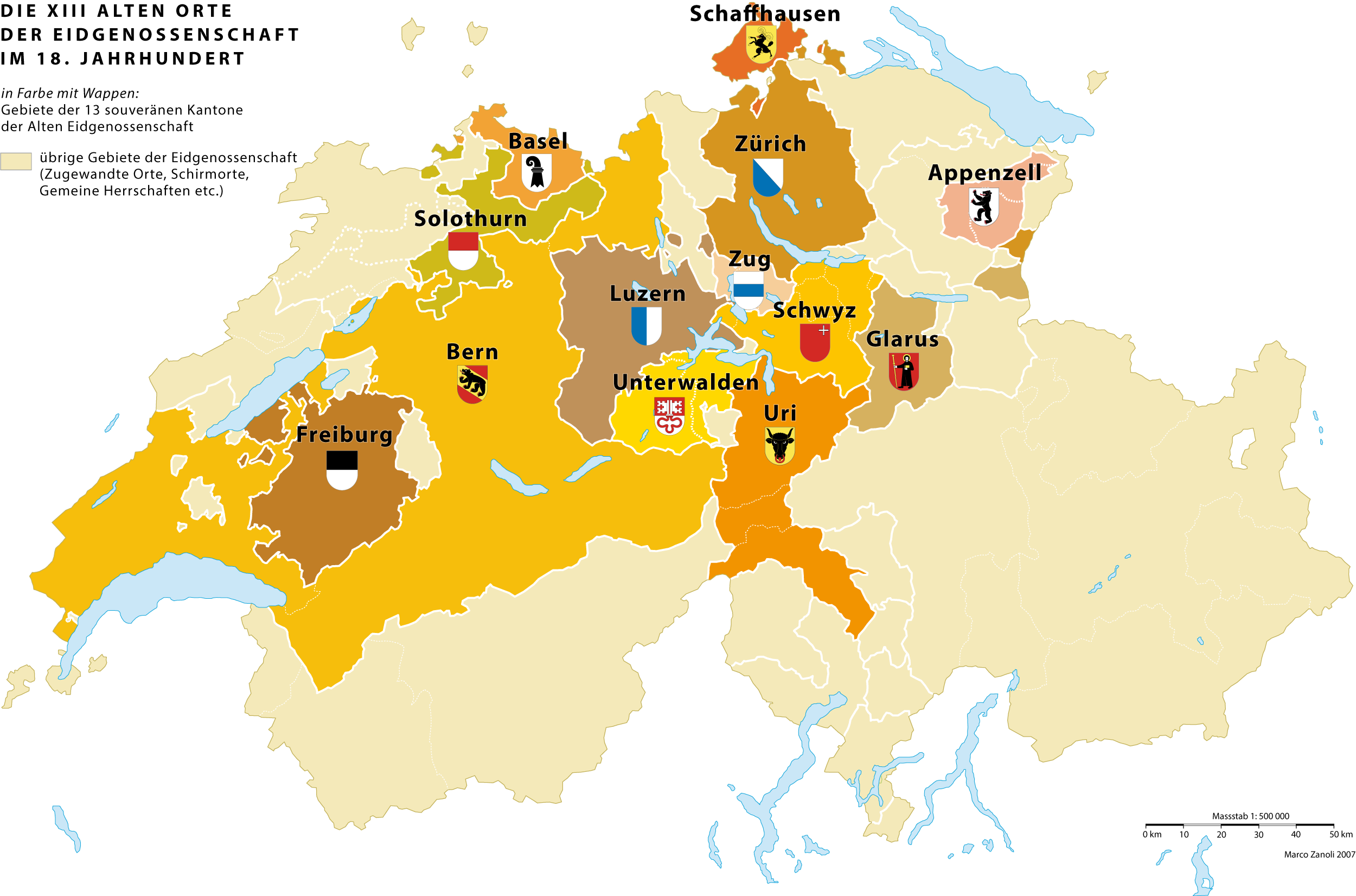
Die 13 Alten Orte und das direkt von ihnen beherrschte Gebiet im 18. Jahrhundert

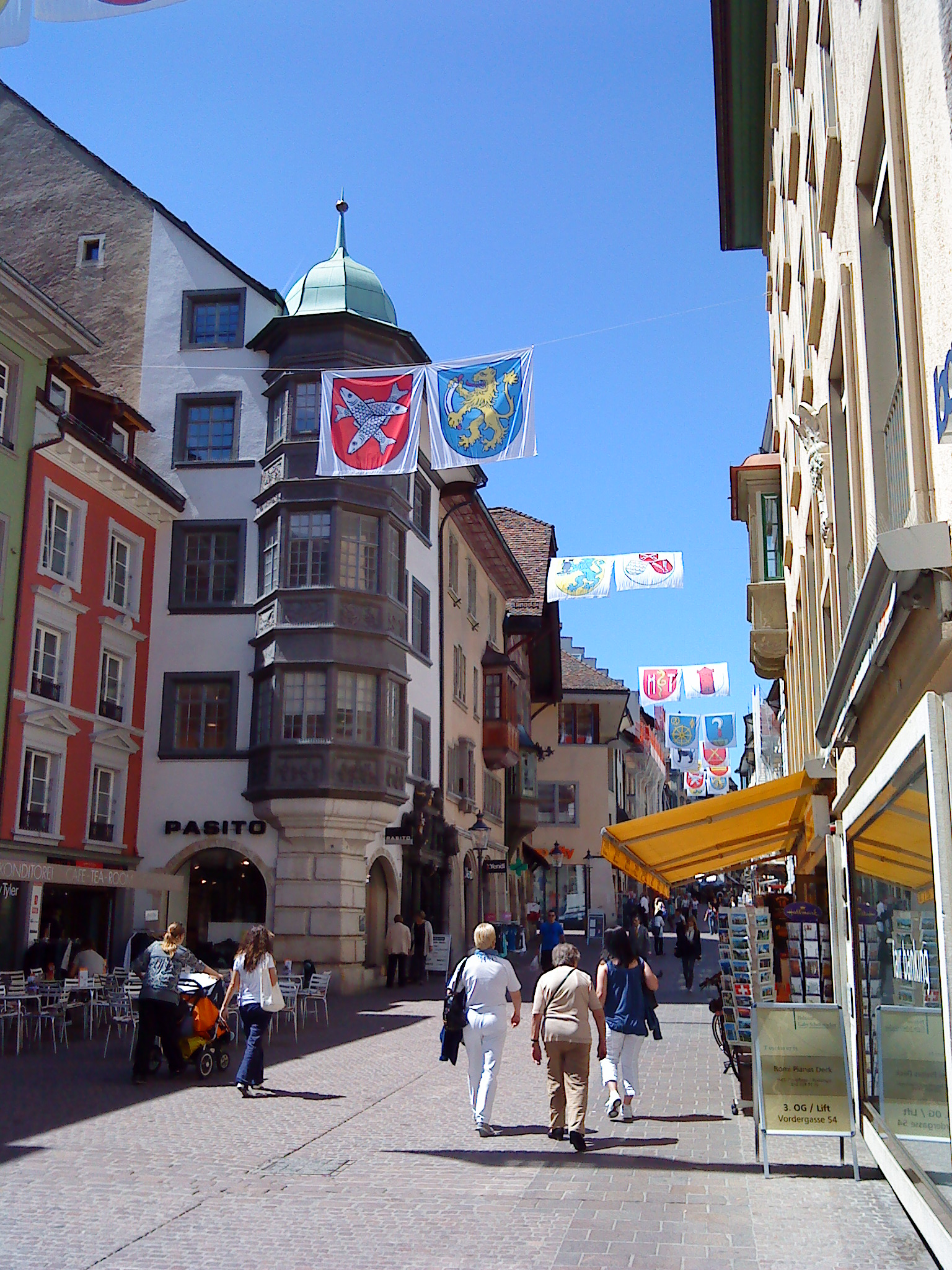
Die Vordergasse, festlich geschmückt mit den Wappen der zwölf Schaffhauser Zünfte und Gesellschaften

Am Fusse des Reiat bei Thayngen wohnten vor über 10'000 Jahren in der prähistorischen Wohnhöhle Kesslerloch die ersten Menschen im Kanton Schaffhausen.
Um ca. 3900 bis 3500 v. Chr. wurden im Gebiet Weier südlich von Thayngen Pfahlbauten errichtet. 2011 nahm die UNESCO die Pfahlbausiedlung Weier mit 110 weiteren Fundstellen in 6 Alpenländern in das Inventar des UNESCO-Weltkulturerbes auf.
Zur Zeit der Römer führte eine Heeresstrasse durch das Gebiet des heutigen Kantons Schaffhausen. Im 1. Jahrhundert v. Chr. wurde die römische Siedlung Iuliomagus (auch Juliomagus oder Iuliomago) gegründet, nahe der heutigen Ortschaft Schleitheim. Heute ist nur noch die Ausgrabung des öffentlichen Bades (Thermen) zugänglich.
Der heutige Kanton Schaffhausen war bis 1798 ein Stadtstaat, seine Aufzeichnungen beginnen 1045.
Die Stadt Schaffhausen entstand etwa um 1000 aufgrund ihrer speziellen geografischen Lage oberhalb des Rheinfalles. Schaffhausen wurde dadurch zu einem wichtigen Umschlagplatz in der Region. 1045 verlieh König Heinrich III. in Köln Graf Eberhard VI. von Nellenburg das Münzrecht für Schaffhausen.
In Schaffhausen fand im Jahr 1402 einer der ersten bekannten Hexenprozesse statt.
1411 trat die neue Zunftverfassung in Kraft. Für die nächsten 400 Jahre beherrschten die zehn Zünfte und zwei Gesellschaften das politische, wirtschaftliche und gesellschaftliche Leben des Stadtstaats Schaffhausen.
Der Kanton geht auf das Herrschaftsgebiet der Stadt Schaffhausen zurück, die zur Zeit der Staufer Reichsstadt wurde. Mit dem Erwerb von Nieder- und Hochgerichtsbarkeiten über die Dörfer in der Umgebung begann der Aufbau des Stadtstaates, der 1501 Mitglied der Schweizerischen Eidgenossenschaft wurde. 1529 wurde die Reformation eingeführt. Durch Übernahme der Besitzungen der Klöster erfuhr der Stadtstaat eine entscheidende Ausdehnung. Bis 1798 war Schaffhausen ein Teil der Dreizehn Alten Orte der Eidgenossenschaft. Durch die Ereignisse der Französischen Revolution, den Übergang zur Helvetischen Republik und die Mediationsverfassung wurde der Stadtstaat in seinem Fundament erschüttert. Das Hoheitsgebiet des Kantons Schaffhausen wurde im 18., 19. und 20. Jahrhundert durch territoriale Anpassungen erheblich verändert.
Die aktuell gültige Verfassung wurde 2002 erlassen und hat diejenige von 1876 ersetzt.

## Wappen und Fahne
| Wappen des Kantons Schaffhausen | Blasonierung: «In Gold ein springender schwarzer Mufflonwidder mit roter Zunge, goldener Krone und Mannheit, goldenen Hörnern und Hufen.» |
| Wappen des Kantons Schaffhausen | |

Um 1835 war das Wappen gänzlich grün.

## Bevölkerung
Die Einwohner des Kantons werden Schaffhauser genannt. Per 31. Dezember 2023 betrug die Einwohnerzahl des Kantons Schaffhausen 87'111. Die Bevölkerungsdichte liegt mit 292 Einwohnern pro Quadratkilometer über dem Schweizer Durchschnitt (217 Einwohner pro Quadratkilometer). Der Ausländeranteil (gemeldete Einwohner ohne Schweizer Bürgerrecht) bezifferte sich am 31. Dezember 2023 auf 28,3 Prozent, während landesweit 27,0 Prozent Ausländer registriert waren. Per 30. Juni 2021 betrug die Arbeitslosenquote 3,1 Prozent gegenüber 2,8 Prozent auf eidgenössischer Ebene.

### Sprachen
Amtssprache im Kanton Schaffhausen ist Deutsch. 2012 gaben 88,8 Prozent der Bevölkerung Deutsch als Hauptsprache an. Angaben zu den drei anderen Schweizer Amtssprachen Französisch, Italienisch, Rätoromanisch sowie zu anderen Sprachen wurden nicht gemacht.
Der in mehrere Untermundarten zerfallende Schaffhauser Dialekt gehört dem Hochalemannischen und innerhalb dessen dem Ostschweizer Dialekt an. Ein typisches Merkmal dieser Dialektgruppe ist die Entwicklung von mittelhochdeutsch ei zu langem ā, zum Beispiel meinen → maane. «Was meinst du?» wird somit «Wa maansch?» ausgesprochen. Ein weitherum bekannter Satz im Schaffhauser Dialekt (Schleitheim) lautet: E Zaane voll Saapfe d Laatere durab schlaapfe, was so viel heisst wie «Einen Korb (Zaine) voller Seife eine Leiter hinunterziehen».
Das Schaffhauserdeutsche ist phonologisch, grammatikalisch und lexikologisch aufgearbeitet in:
- Georg Wanner: Die Mundarten des Kantons Schaffhausen. Frauenfeld 1941 (Beiträge zur Schweizerdeutschen Grammatik. Band 20).[17]
- Schaffhauser Mundartwörterbuch, erarbeitet von Heinz Gallmann, Marianne Benz u. a., Schaffhausen 2003 (Grammatiken und Wörterbücher des Schweizerdeutschen. Band 15).

Der bekannteste Mundartschriftsteller des Kantons ist der Wilchinger Albert Bächtold (1891–1981), der eine ganze Reihe von Romanen verfasst hat.

### Religionen – Konfessionen
Der Kanton Schaffhausen gehört traditionell zu den reformierten Kantonen. Allerdings existiert eine herkömmlich katholische Gemeinde, nämlich Ramsen.
Die reformierte Bevölkerung gehört der Evangelisch-reformierten Kirche des Kantons Schaffhausen an. Die Katholiken gehören kirchenrechtlich zum Bistum Basel beziehungsweise staatsrechtlich zur Römisch-katholischen Kirche im Kanton Schaffhausen.
2012 bekannten sich 39,5 Prozent der Bevölkerung zum evangelisch-reformierten und 22,3 zum römisch-katholischen Glauben, während 22,4 Prozent sich selbst als konfessionslos bezeichneten. Fünf Jahre (Stand 31. Dezember 2017) später waren 23'807 (35,2 %) der Bevölkerung evangelisch-reformiert und 16'012 (23,7 %) römisch-katholisch, während 27'805 (41,1 %) eine andere Konfessionszugehörigkeit hatten oder konfessionslos waren.
Seit der Volkszählung 2000 liegen keine Mitgliederzahlen zu weiteren Religionsgemeinschaften (neben den beiden Landeskirchen) für die Gesamtbevölkerung des Kanton Schaffhausen mehr vor. Jedoch führt das Bundesamt für Statistik Stichprobenerhebungen durch, bei welchen auch andere Religionsgemeinschaften im Kanton erfasst werden. Bei der Stichprobenerhebung von 2017 gab rund ein Drittel der Befragten ab 15 Jahren im Kanton Schaffhausen an, keiner christlichen Kirche anzugehören. Zudem gibt es gemäss der Erhebung in der Kantonsbevölkerung zum Teil deutliche Unterschiede bezüglich der Religionszugehörigkeit – je nach Staatsangehörigkeit beziehungsweise Herkunft der Befragten:
| Religion                         | Total der Befragten | Schweizer Staats- angehörigkeit | Schweizer ohne Migrations- hintergrund | Schweizer mit Migrations- hintergrund | Ausländische Staats- angehörigkeit |
| -------------------------------- | ------------------- | ------------------------------- | -------------------------------------- | ------------------------------------- | ---------------------------------- |
| Christentum                      | 65                  | 72                              | 76                                     | 57                                    | 45                                 |
| – evangelisch-reformierte Kirche | 35                  | 44                              | 53                                     | 13                                    | 07                                 |
| – römisch-katholische Kirche     | 23                  | 21                              | 18                                     | 33                                    | 30                                 |
| – andere christliche Kirche      | 07                  | 07                              | 05                                     | 11                                    | 08                                 |
| Islam                            | 07                  | 03                              | 0                                      | 13                                    | 18                                 |
| andere Religionen                | 01                  | 01                              | 01                                     | 02                                    | 03                                 |
| konfessionslos                   | 25                  | 23                              | 22                                     | 26                                    | 30                                 |
| übrige/keine Angabe              | 02                  | 01                              | 01                                     | 02                                    | 04                                 |

## Verfassung und Politik
Die Verfassung des Kantons Schaffhausen datiert vom 17. Juni 2002.

### Legislative
- Grüne: 3
- SP: 16
- EVP: 2
- GLP: 5
- Mitte: 2
- FDP: 9
- SVP: 21
- EDU: 2

Gesetzgebendes Organ (Legislative) ist der Kantonsrat, der 60 Mitglieder (bis Ende 2008: 80 Mitglieder) zählt und nach dem Verhältniswahlrecht in Form des doppeltproportionalen Zuteilungsverfahrens (Doppelproporz bzw. Doppelter Pukelsheim) vom Volk auf vier Jahre gewählt wird. Er tagt im 1412 erbauten Rathaus in Schaffhausen.
Das Volk ist darüber hinaus direkt an der Gesetzgebung beteiligt, indem Verfassungsänderungen sowie Gesetzesänderungen, denen nicht mindestens vier Fünftel der Kantonsräte zugestimmt haben, und Beschlüsse des Kantonsrates über neue einmalige Ausgaben von mehr als drei Millionen Franken und über neue jährlich wiederkehrende Ausgaben von mehr als 500'000 Franken dem obligatorischen, die übrigen Gesetzesänderungen sowie Beschlüsse des Kantonsrates über neue einmalige Ausgaben von mehr als einer Million Franken und über neue jährlich wiederkehrende Ausgaben von mehr als 100'000 Franken dem fakultativen Referendum unterliegen. Eine Volksabstimmung muss anberaumt werden, wenn dies von wenigstens 1000 Wahl- und Stimmberechtigten innert 90 Tagen verlangt wird.
Ebenfalls mindestens 1000 Stimmberechtigte können eine Verfassungs- oder eine Gesetzesinitiative (Volksinitiative) einreichen, und überdies können 100 Stimmberechtigte eine Volksmotion einreichen, die vom Kantonsrat wie eine parlamentarische Motion behandelt werden muss. Wenigstens 1000 Stimmberechtigte können sodann die Abberufung des Kantonsrats vor Ablauf der ordentlichen Amtszeit verlangen, worüber dann eine Volksabstimmung anzuordnen ist.

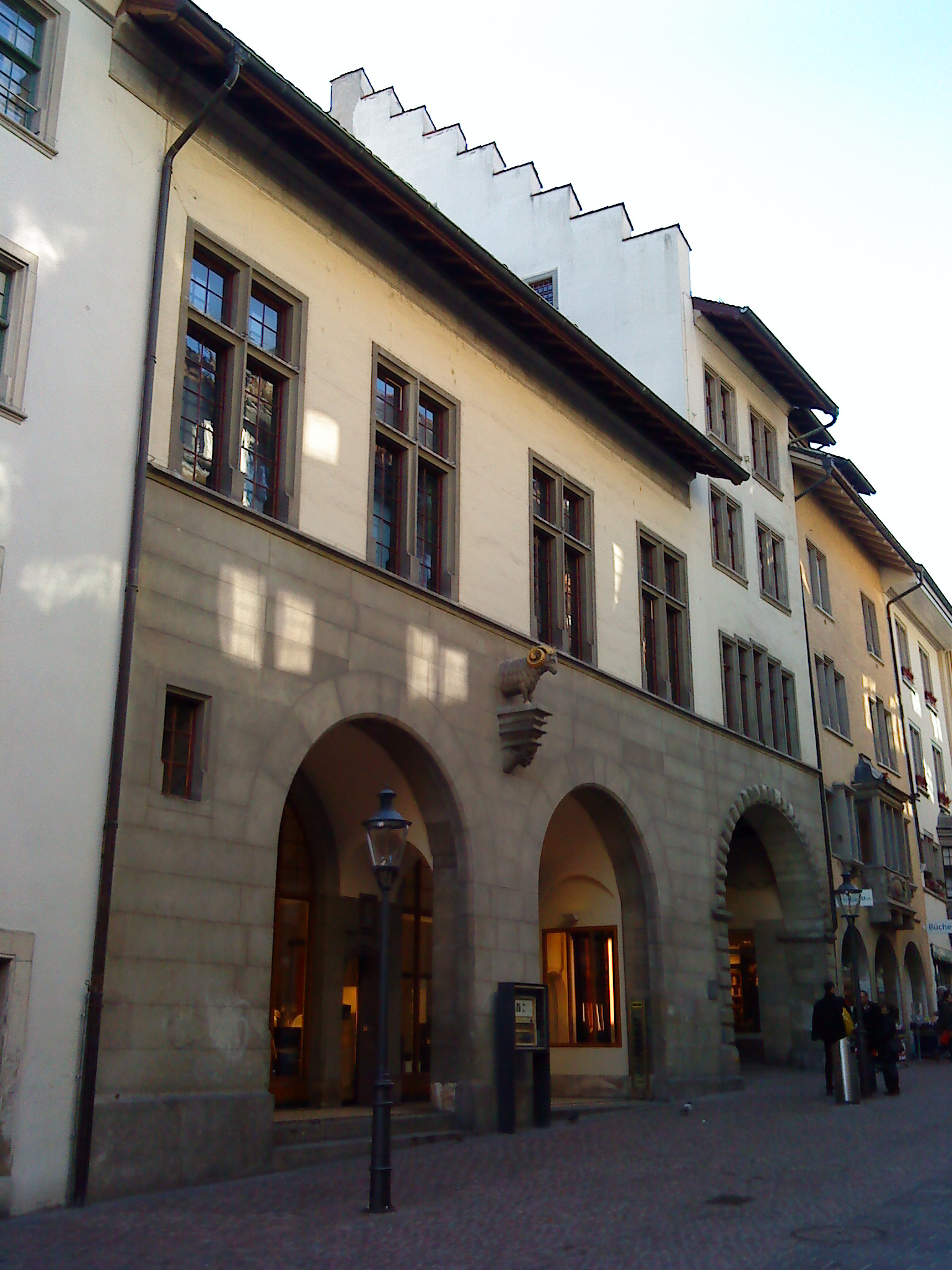
Das Rathaus in Schaffhausen

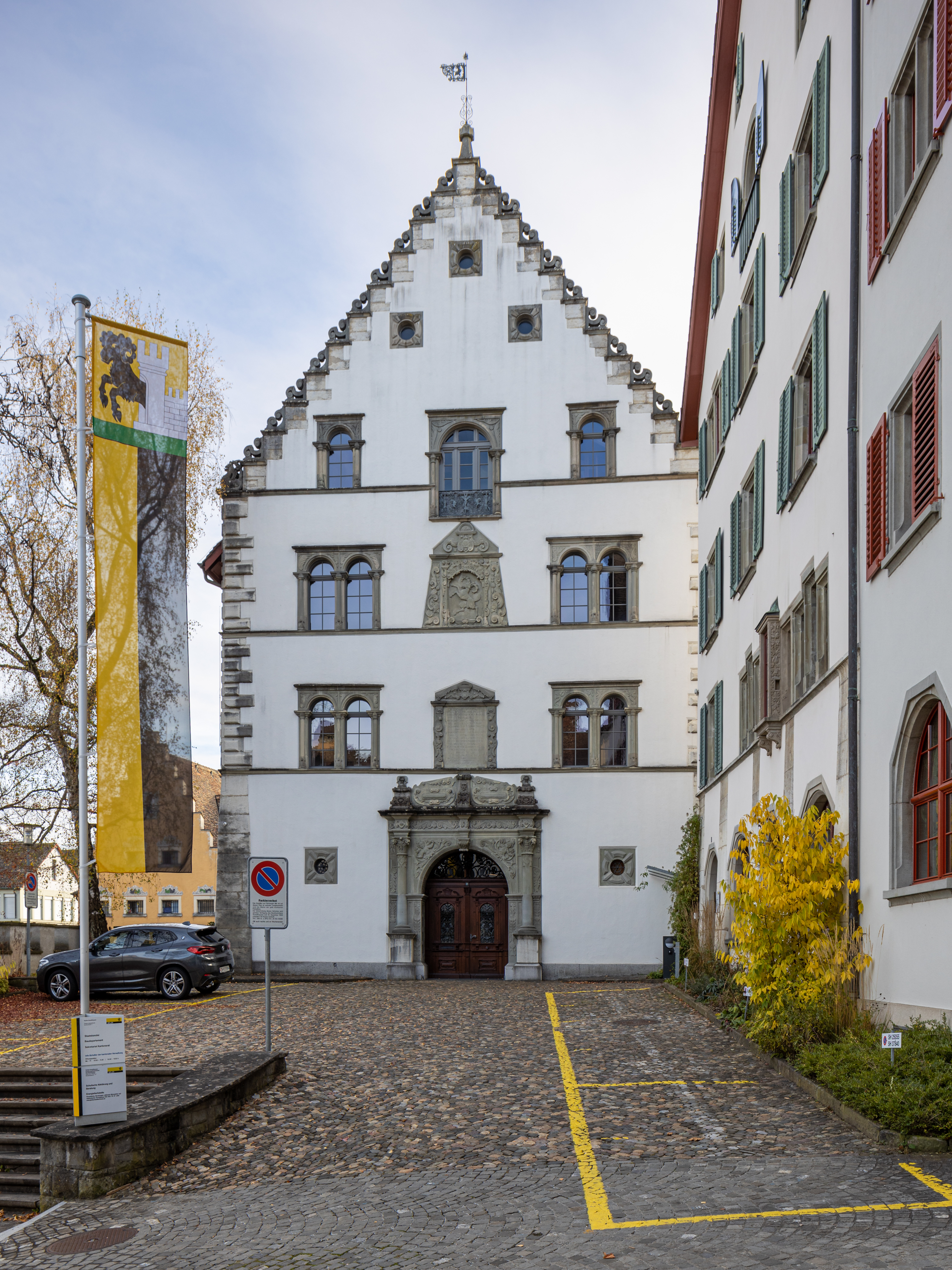
Regierungsgebäude in Schaffhausen

|  | Partei/Liste                                | Prozent | Sitze   | Wahlen zum Kantonsrat vom 22. September 2024Wahlbeteiligung: 53,91 % 403020100 35,4125,9315,067,336,023,663,313,18n. k. SVPSPFDPGLPGrüneMittefEDUEVPALGewinne und Verlusteim Vergleich zu 2020 %p 8 6 4 2 0 −2 −4 −6 −8+2,03+6,21+0,92−1,24−2,93+0,47−0,04+0,62−6,14SVPSPFDPGLPGrüneMitteEDUEVPALAnmerkungen:f Die Mitte 2020 noch als CVP |
|  | ------------------------------------------- | ------- | ------- | --- |
|  | Schweizerische Volkspartei (SVP)            | 26,93   | 17 (+1) | Wahlen zum Kantonsrat vom 22. September 2024Wahlbeteiligung: 53,91 % 403020100 35,4125,9315,067,336,023,663,313,18n. k. SVPSPFDPGLPGrüneMittefEDUEVPALGewinne und Verlusteim Vergleich zu 2020 %p 8 6 4 2 0 −2 −4 −6 −8+2,03+6,21+0,92−1,24−2,93+0,47−0,04+0,62−6,14SVPSPFDPGLPGrüneMitteEDUEVPALAnmerkungen:f Die Mitte 2020 noch als CVP |
|  | Sozialdemokratische Partei der Schweiz (SP) | 24,08   | 15 (+3) | Wahlen zum Kantonsrat vom 22. September 2024Wahlbeteiligung: 53,91 % 403020100 35,4125,9315,067,336,023,663,313,18n. k. SVPSPFDPGLPGrüneMittefEDUEVPALGewinne und Verlusteim Vergleich zu 2020 %p 8 6 4 2 0 −2 −4 −6 −8+2,03+6,21+0,92−1,24−2,93+0,47−0,04+0,62−6,14SVPSPFDPGLPGrüneMitteEDUEVPALAnmerkungen:f Die Mitte 2020 noch als CVP |
|  | FDP.Die Liberalen (FDP)                     | 14,89   | 09 (+1) | Wahlen zum Kantonsrat vom 22. September 2024Wahlbeteiligung: 53,91 % 403020100 35,4125,9315,067,336,023,663,313,18n. k. SVPSPFDPGLPGrüneMittefEDUEVPALGewinne und Verlusteim Vergleich zu 2020 %p 8 6 4 2 0 −2 −4 −6 −8+2,03+6,21+0,92−1,24−2,93+0,47−0,04+0,62−6,14SVPSPFDPGLPGrüneMitteEDUEVPALAnmerkungen:f Die Mitte 2020 noch als CVP |
|  | Grünliberale Partei (glp)                   | 07,33   | 05 (±0) | Wahlen zum Kantonsrat vom 22. September 2024Wahlbeteiligung: 53,91 % 403020100 35,4125,9315,067,336,023,663,313,18n. k. SVPSPFDPGLPGrüneMittefEDUEVPALGewinne und Verlusteim Vergleich zu 2020 %p 8 6 4 2 0 −2 −4 −6 −8+2,03+6,21+0,92−1,24−2,93+0,47−0,04+0,62−6,14SVPSPFDPGLPGrüneMitteEDUEVPALAnmerkungen:f Die Mitte 2020 noch als CVP |
|  | Grüne (vormals ÖBS)                         | 03,68   | 02 (-1) | Wahlen zum Kantonsrat vom 22. September 2024Wahlbeteiligung: 53,91 % 403020100 35,4125,9315,067,336,023,663,313,18n. k. SVPSPFDPGLPGrüneMittefEDUEVPALGewinne und Verlusteim Vergleich zu 2020 %p 8 6 4 2 0 −2 −4 −6 −8+2,03+6,21+0,92−1,24−2,93+0,47−0,04+0,62−6,14SVPSPFDPGLPGrüneMitteEDUEVPALAnmerkungen:f Die Mitte 2020 noch als CVP |
|  | Junge Grüne                                 | 02,43   | 01 (-1) | Wahlen zum Kantonsrat vom 22. September 2024Wahlbeteiligung: 53,91 % 403020100 35,4125,9315,067,336,023,663,313,18n. k. SVPSPFDPGLPGrüneMittefEDUEVPALGewinne und Verlusteim Vergleich zu 2020 %p 8 6 4 2 0 −2 −4 −6 −8+2,03+6,21+0,92−1,24−2,93+0,47−0,04+0,62−6,14SVPSPFDPGLPGrüneMitteEDUEVPALAnmerkungen:f Die Mitte 2020 noch als CVP |
|  | Eidgenössisch-Demokratische Union (EDU)     | 03,31   | 02 (±0) | Wahlen zum Kantonsrat vom 22. September 2024Wahlbeteiligung: 53,91 % 403020100 35,4125,9315,067,336,023,663,313,18n. k. SVPSPFDPGLPGrüneMittefEDUEVPALGewinne und Verlusteim Vergleich zu 2020 %p 8 6 4 2 0 −2 −4 −6 −8+2,03+6,21+0,92−1,24−2,93+0,47−0,04+0,62−6,14SVPSPFDPGLPGrüneMitteEDUEVPALAnmerkungen:f Die Mitte 2020 noch als CVP |
|  | Die Mitte                                   | 03,66   | 02 (±0) | Wahlen zum Kantonsrat vom 22. September 2024Wahlbeteiligung: 53,91 % 403020100 35,4125,9315,067,336,023,663,313,18n. k. SVPSPFDPGLPGrüneMittefEDUEVPALGewinne und Verlusteim Vergleich zu 2020 %p 8 6 4 2 0 −2 −4 −6 −8+2,03+6,21+0,92−1,24−2,93+0,47−0,04+0,62−6,14SVPSPFDPGLPGrüneMitteEDUEVPALAnmerkungen:f Die Mitte 2020 noch als CVP |
|  | Evangelische Volkspartei (EVP)              | 03,18   | 02 (±0) | Wahlen zum Kantonsrat vom 22. September 2024Wahlbeteiligung: 53,91 % 403020100 35,4125,9315,067,336,023,663,313,18n. k. SVPSPFDPGLPGrüneMittefEDUEVPALGewinne und Verlusteim Vergleich zu 2020 %p 8 6 4 2 0 −2 −4 −6 −8+2,03+6,21+0,92−1,24−2,93+0,47−0,04+0,62−6,14SVPSPFDPGLPGrüneMitteEDUEVPALAnmerkungen:f Die Mitte 2020 noch als CVP |
|  | Junge SVP (JSVP)                            | 02,94   | 02 (+1) | Wahlen zum Kantonsrat vom 22. September 2024Wahlbeteiligung: 53,91 % 403020100 35,4125,9315,067,336,023,663,313,18n. k. SVPSPFDPGLPGrüneMittefEDUEVPALGewinne und Verlusteim Vergleich zu 2020 %p 8 6 4 2 0 −2 −4 −6 −8+2,03+6,21+0,92−1,24−2,93+0,47−0,04+0,62−6,14SVPSPFDPGLPGrüneMitteEDUEVPALAnmerkungen:f Die Mitte 2020 noch als CVP |
|  | SVP Agro                                    | 02,43   | 01 (±0) | Wahlen zum Kantonsrat vom 22. September 2024Wahlbeteiligung: 53,91 % 403020100 35,4125,9315,067,336,023,663,313,18n. k. SVPSPFDPGLPGrüneMittefEDUEVPALGewinne und Verlusteim Vergleich zu 2020 %p 8 6 4 2 0 −2 −4 −6 −8+2,03+6,21+0,92−1,24−2,93+0,47−0,04+0,62−6,14SVPSPFDPGLPGrüneMitteEDUEVPALAnmerkungen:f Die Mitte 2020 noch als CVP |
|  | SVP KMU                                     | 02,40   | 01 (±0) | Wahlen zum Kantonsrat vom 22. September 2024Wahlbeteiligung: 53,91 % 403020100 35,4125,9315,067,336,023,663,313,18n. k. SVPSPFDPGLPGrüneMittefEDUEVPALGewinne und Verlusteim Vergleich zu 2020 %p 8 6 4 2 0 −2 −4 −6 −8+2,03+6,21+0,92−1,24−2,93+0,47−0,04+0,62−6,14SVPSPFDPGLPGrüneMitteEDUEVPALAnmerkungen:f Die Mitte 2020 noch als CVP |
|  | SVP Senioren                                | 00,71   | 00 (-1) | Wahlen zum Kantonsrat vom 22. September 2024Wahlbeteiligung: 53,91 % 403020100 35,4125,9315,067,336,023,663,313,18n. k. SVPSPFDPGLPGrüneMittefEDUEVPALGewinne und Verlusteim Vergleich zu 2020 %p 8 6 4 2 0 −2 −4 −6 −8+2,03+6,21+0,92−1,24−2,93+0,47−0,04+0,62−6,14SVPSPFDPGLPGrüneMitteEDUEVPALAnmerkungen:f Die Mitte 2020 noch als CVP |
|  | Jungfreisinnige (JFSH)                      | 00,17   | 00 (±0) | Wahlen zum Kantonsrat vom 22. September 2024Wahlbeteiligung: 53,91 % 403020100 35,4125,9315,067,336,023,663,313,18n. k. SVPSPFDPGLPGrüneMittefEDUEVPALGewinne und Verlusteim Vergleich zu 2020 %p 8 6 4 2 0 −2 −4 −6 −8+2,03+6,21+0,92−1,24−2,93+0,47−0,04+0,62−6,14SVPSPFDPGLPGrüneMitteEDUEVPALAnmerkungen:f Die Mitte 2020 noch als CVP |
|  | JungsozialistInnen (JUSO)                   | 01,85   | 01 (+1) | Wahlen zum Kantonsrat vom 22. September 2024Wahlbeteiligung: 53,91 % 403020100 35,4125,9315,067,336,023,663,313,18n. k. SVPSPFDPGLPGrüneMittefEDUEVPALGewinne und Verlusteim Vergleich zu 2020 %p 8 6 4 2 0 −2 −4 −6 −8+2,03+6,21+0,92−1,24−2,93+0,47−0,04+0,62−6,14SVPSPFDPGLPGrüneMitteEDUEVPALAnmerkungen:f Die Mitte 2020 noch als CVP |

### Exekutive
Oberstes vollziehendes bzw. ausführendes Organ (Exekutive) ist der Regierungsrat, der aus fünf Mitgliedern besteht und vom Volk gemäss Mehrheitswahlrecht auf vier Jahre gewählt wird. Der Regierungsrat hat seinen Sitz im Regierungsgebäude in Schaffhausen.
Mindestens 1000 Stimmberechtigte können die vorzeitige Abberufung des Regierungsrates beantragen, über die dann eine Volksabstimmung angeordnet werden muss.
| Regierungsrat         | Amtsbezeichnung                  | Partei | Departement                 |
| --------------------- | -------------------------------- | ------ | --------------------------- |
| Patrick Strasser      | Regierungspräsident              | SP     | Erziehungsdepartement       |
| Martin Kessler        | Vizepräsident des Regierungsrats | FDP    | Baudepartement              |
| Cornelia Stamm Hurter | Regierungsrätin                  | SVP    | Finanzdepartement           |
| Dino Tamagni          | Regierungsrat                    | SVP    | Volkswirtschaftsdepartement |
| Marcel Montanari      | Regierungsrat                    | FDP    | Departement des Innern      |

Staatsschreiber ist Stefan Bilger, sein Stellvertreter Christian Ritzmann.

### Judikative
In der Rechtsprechung (Judikative) fungiert als höchstes kantonales Gericht das Obergericht, das zugleich als Verwaltungsgericht amtet. Diesem ist das erstinstanzliche Kantonsgericht untergeordnet. Als dem eigentlichen Instanzenzug vorgeschaltete Schlichtungsbehörden fungieren die Friedensrichterämter, die Schlichtungsstelle für Mietsachen und die Schlichtungsstelle für Diskriminierungen im Erwerbsleben.
Die Mitglieder des Obergerichts und des Kantonsgerichts werden durch den Kantonsrat gewählt.

### Einwohnergemeinden

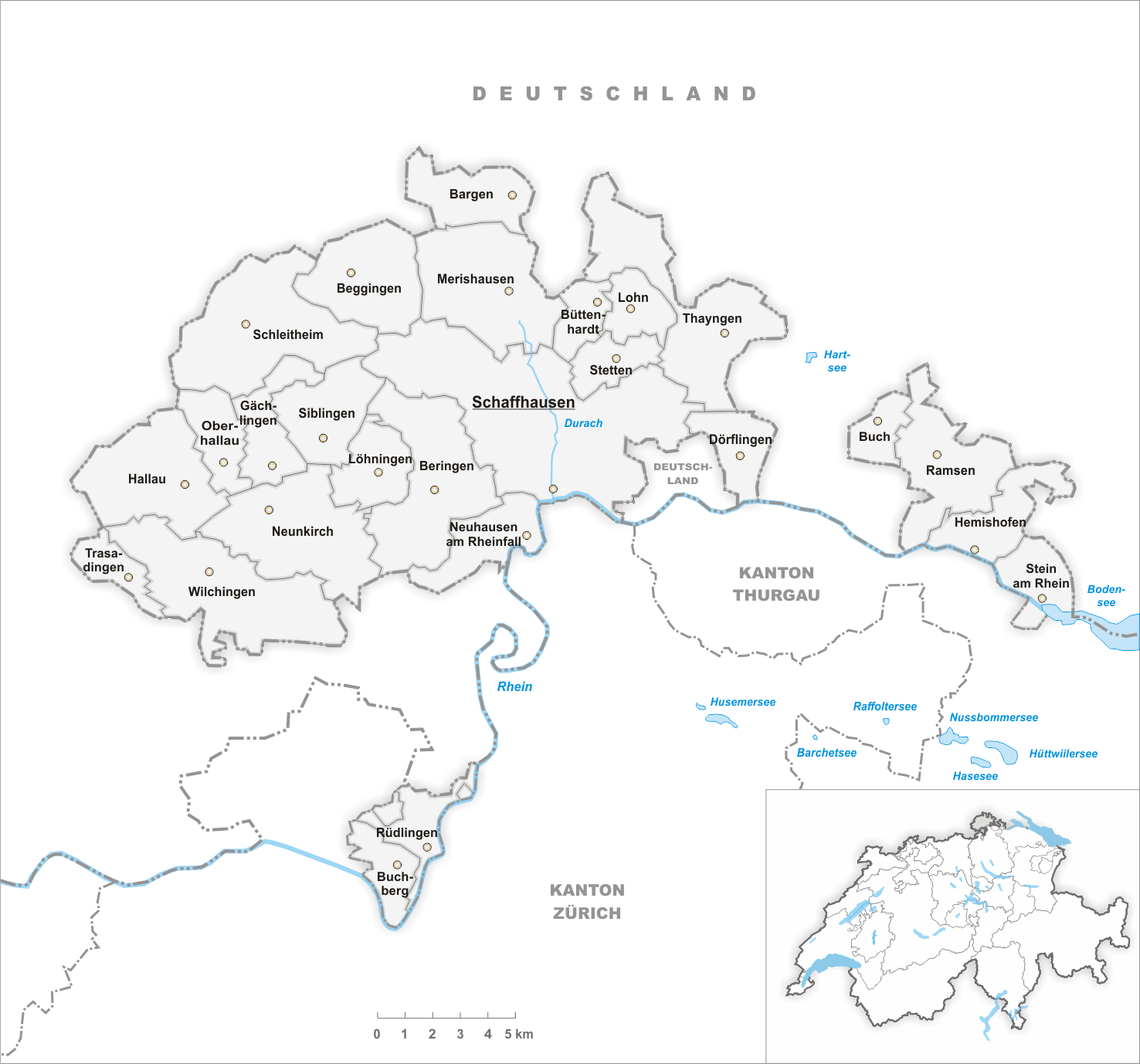
Gemeinden des Kantons Schaffhausen

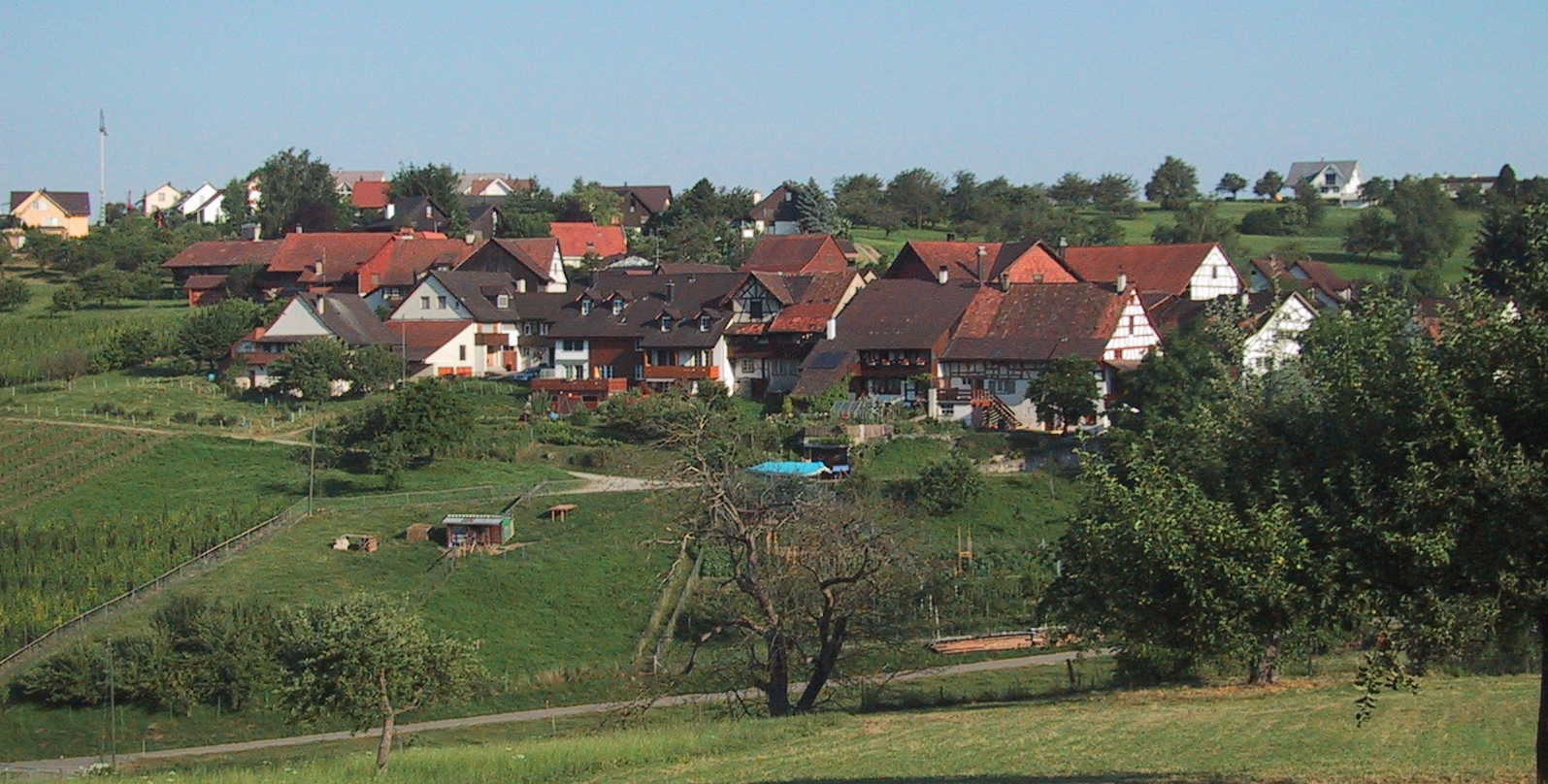
Buchberg im unteren Kantonsteil

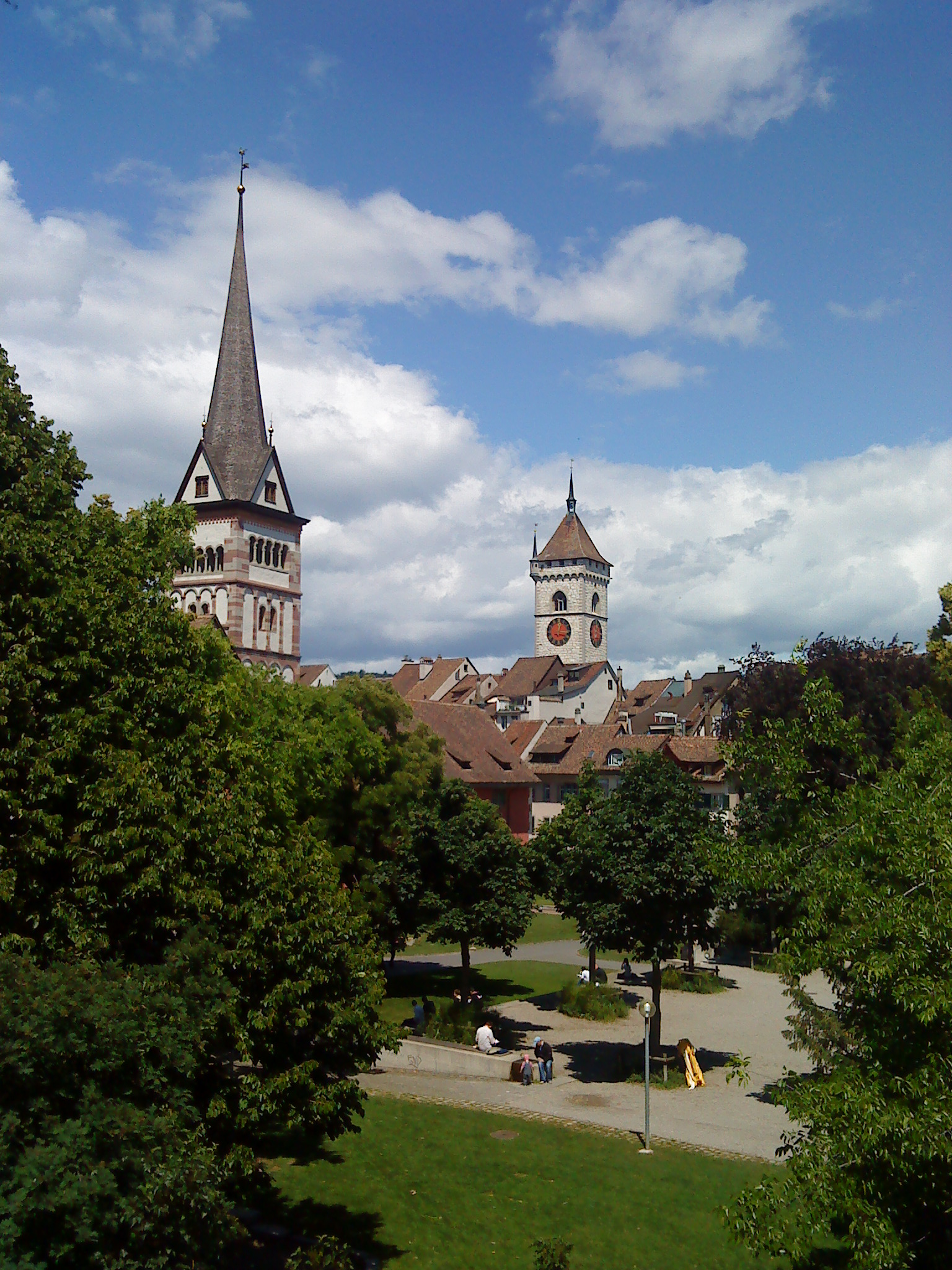
Münster- und St. Johannturm in Schaffhausen

Der Kanton gliedert sich in Einwohnergemeinden. Sie organisieren sich im Rahmen von Verfassung und Gesetz eigenständig, führen die ihnen vom Kanton übertragenen sowie die eigenen Aufgaben selbständig aus und können den kommunalen Steuerfuss autonom festlegen.
Da ausser den Gemeinden Schaffhausen und Neuhausen am Rheinfall viele Gemeinden sehr klein sind, bestehen Bestrebungen, diese zu grösseren Einheiten zusammenzufassen. Solche Bemühungen stossen allerdings besonders im Klettgau auf grossen lokalen Widerstand. Im neuen Jahrtausend sind folgende Gemeindefusionen zustande gekommen: Barzheim nach Thayngen (2004), Osterfingen nach Wilchingen (2005), Hemmental nach Schaffhausen (2009) sowie Altdorf, Bibern, Hofen und Opfertshofen nach Thayngen (2009) und Guntmadingen nach Beringen (2013). 1947 wurde bereits Buchthalen und 1964 Herblingen in die Stadt Schaffhausen eingemeindet.

### Bezirke
Die Bezirksverwaltungen wurden 1999 abgeschafft. Die Bezirke selber blieben aber als statistische Einheiten bestehen.

### Stimm- und Wahlpflicht
Schaffhausen ist der einzige Kanton, in dem Stimm- und Wahlpflicht besteht. Wer dieser nicht nachkommt, muss eine symbolische Geldstrafe von 6 Franken zahlen (bis 2015 3 Franken, vor 1973 während 100 Jahren 1 Franken). Schaffhausen hat deshalb im Vergleich mit anderen Kantonen regelmässig die höchste Beteiligungsrate an Wahlen und Abstimmungen.

### National-, Stände- und Bundesrat
Schaffhausen entsendet je zwei National- und Ständeräte nach Bern.
Aus dem Kanton Schaffhausen wurde noch nie eine Person in den Bundesrat gewählt. 1959 wurde der Schaffhauser Stadtpräsident Walther Bringolf von der SP als Bundesrat nominiert, allerdings war es für die bürgerliche Mehrheit undenkbar, einen früheren Kommunisten in die Landesregierung zu wählen, und sie gab Hans-Peter Tschudi den Vorzug.

## Wirtschaft

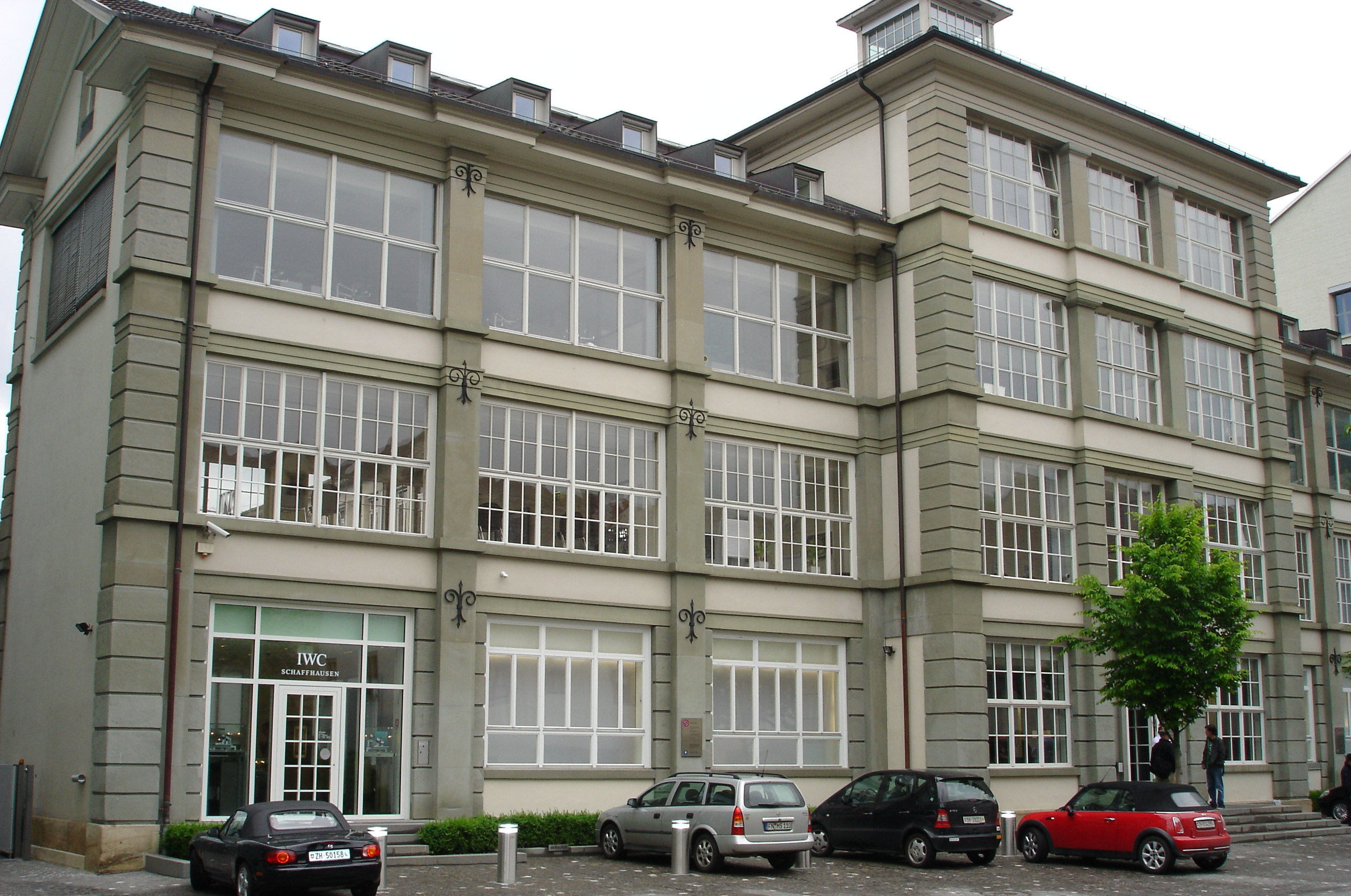
Hauptgebäude der Uhrenfabrik IWC

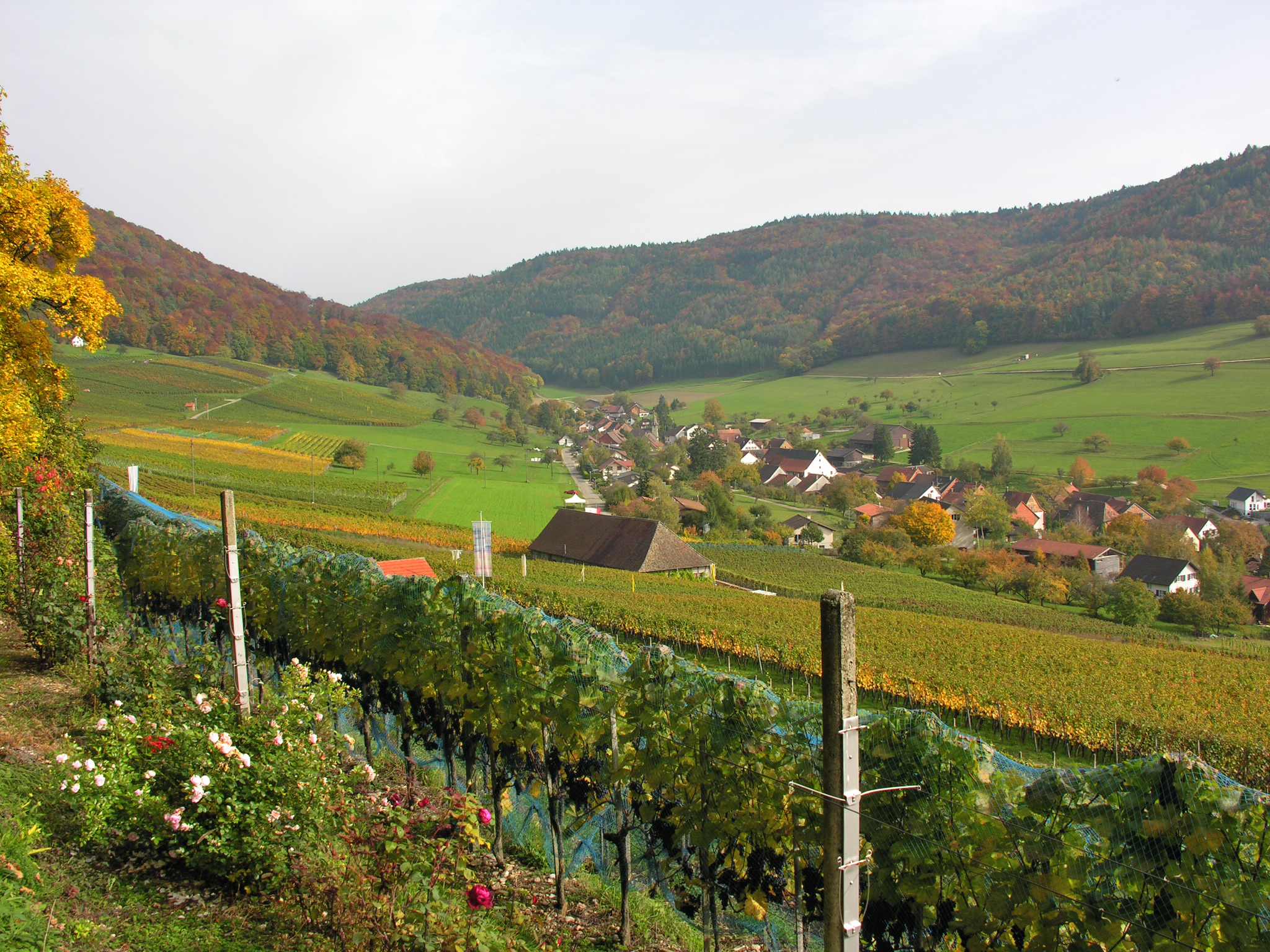
Rebberge bei Osterfingen

Der Kanton Schaffhausen gehört zum Wirtschaftsraum Zürich (Metropolregion Zürich) und ist wirtschaftlich eng mit dem Nachbarkanton Zürich verbunden. Der traditionelle, wirtschaftliche Schwerpunkt war von Mitte des 19. Jahrhunderts bis circa 1970 die Schwerindustrie, vertreten durch die Schweizerische Industrie-Gesellschaft (SIG), Georg Fischer (GF) und Alusuisse. 
Im Jahr 2020 wurden 6,6 Prozent der landwirtschaftlichen Nutzfläche des Kantons durch 38 Betriebe biologisch bewirtschaftet.
2022 betrug das Bruttoinlandsprodukt 8,5 Milliarden Franken (Platz 19 unter den 26 Kantonen). Mit einem Bruttoinlandsprodukt pro Kopf von 100'959 Franken (2022) belegte der Kanton Platz 7. 2012 wurden 44'905 Beschäftigte im Kanton Schaffhausen gezählt, wovon 1'884 auf den primären (Urproduktion), 13'867 auf den sekundären (Industrie) und 29'154 auf den tertiären Sektor (Dienstleistung) entfielen. 6'488 Arbeitsstätten wurden 2012 im Kanton gezählt (davon 624 im primären, 1'000 im sekundären und 4'864 im tertiären Sektor). Die Arbeitslosenquote bezifferte sich per 30. Juni 2021 auf 3,1 Prozent gegenüber 2,8 Prozent auf eidgenössischer Ebene.

### Ansässige Unternehmen
- Tyco International
- TE Connectivity (ehemals Tyco Electronics)
- Georg Fischer AG Industriekonzern
- SIG Holding Ltd. headoffice
- International Watch Company (IWC) (head office)
- Rieker Schuh AG
- IVF Hartmann AG
- Cilag AG
- AGM AG Müller Urania (Schaffhauer Spielkarten)
- Garmin
- Unilever Supply Chain Company
- PCP.COM Gruppe

### Weinbau
Der Kanton Schaffhausen ist hinter dem Kanton Zürich das zweitgrösste Weinbaugebiet in der Deutschschweiz. Weinbau wird in 20 Gemeinden des Kantons betrieben. 55 Rebbaubetriebe und 170 Freizeitwinzer bewirtschaften 500 Hektaren Reben. Zu ca. 75 Prozent werden Pinot-Noir-Trauben oder Blauburgundertrauben, wie sie in der Schweiz genannt werden, angebaut. Aus diesem Grunde tritt die Rebbauregion auch unter dem Label Schaffhauser Blauburgunderland auf.
Die Schaffhauser Blauburgunderweine sind nicht mit den schweren, französischen Weinen aus dem Département Côte-d’Or im Burgund zu vergleichen. Dank der tiefsten Niederschlagsmenge in der deutschsprachigen Schweiz haben die Weine eine besondere Feinfruchtigkeit, ein reichhaltiges Bouquet, feine Aroma-Nuancen und einen harmonischen Körper.
Als Nischenprodukte werden ausserdem Regent, Dornfelder, Lemberger, Garanoir, Leon Millot, Diolinor, Merlot, Cabernet-Sauvignon, Gamay x Reichensteiner angebaut.
Die zweitwichtigste Sorte ist jedoch der Riesling-Sylvaner. Dazu kommen weitere Weisswein-Traubensorten wie Chardonnay, Pinot blanc, Räuschling, Pinot gris, Kerner und Gewürztraminer.
Der grosse Stellenwert des Weinbaus im Kanton Schaffhausen findet seinen Ausdruck in den zahlreichen Wein- und Trottenfesten (Siblingen, Wilchingen, Osterfingen, Trasadingen) sowie den Herbstumzügen in Hallau.

### Tourismus

#### Natur

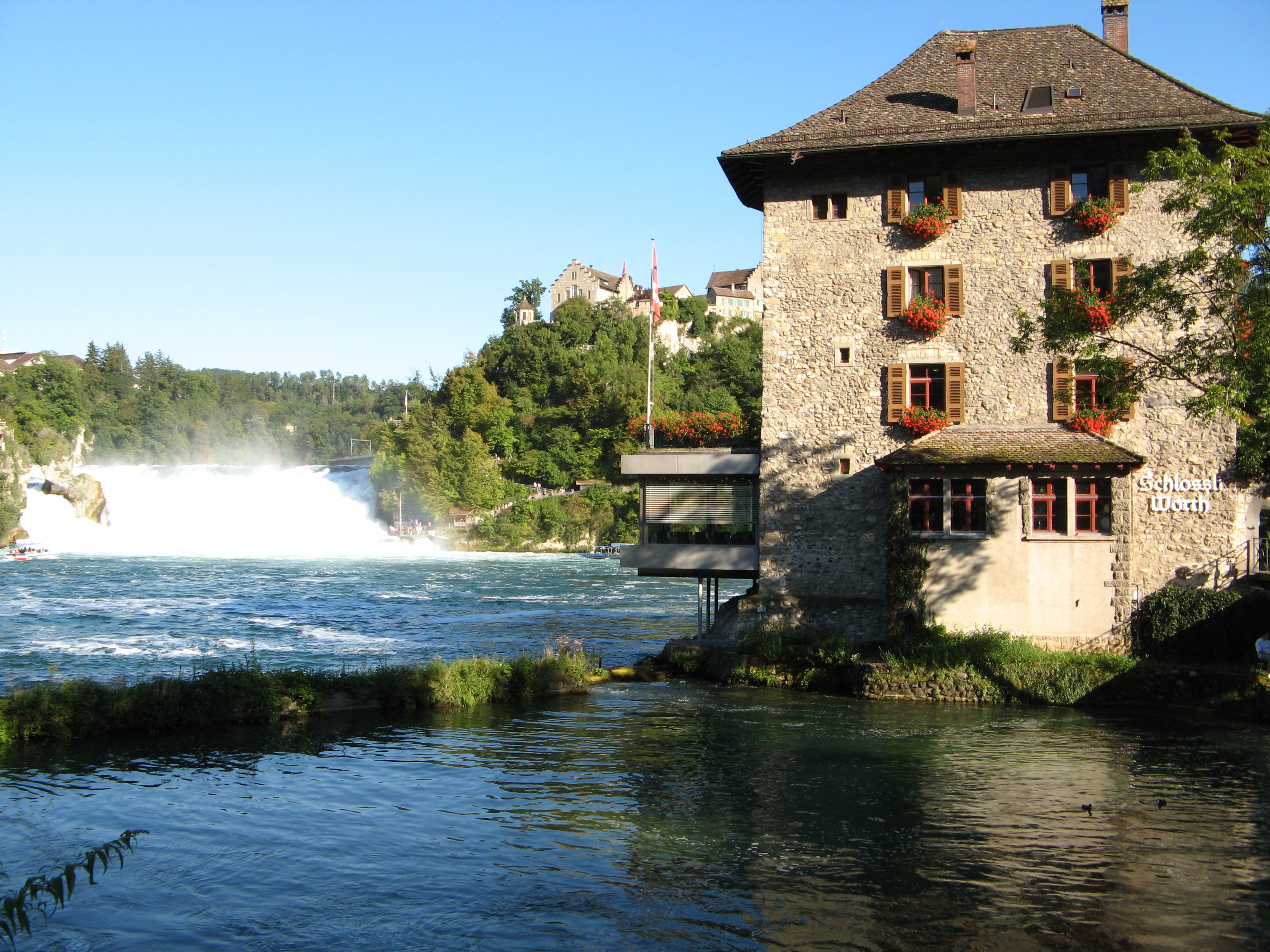
Der Rheinfall mit Schlösschen Wörth und Schloss Laufen

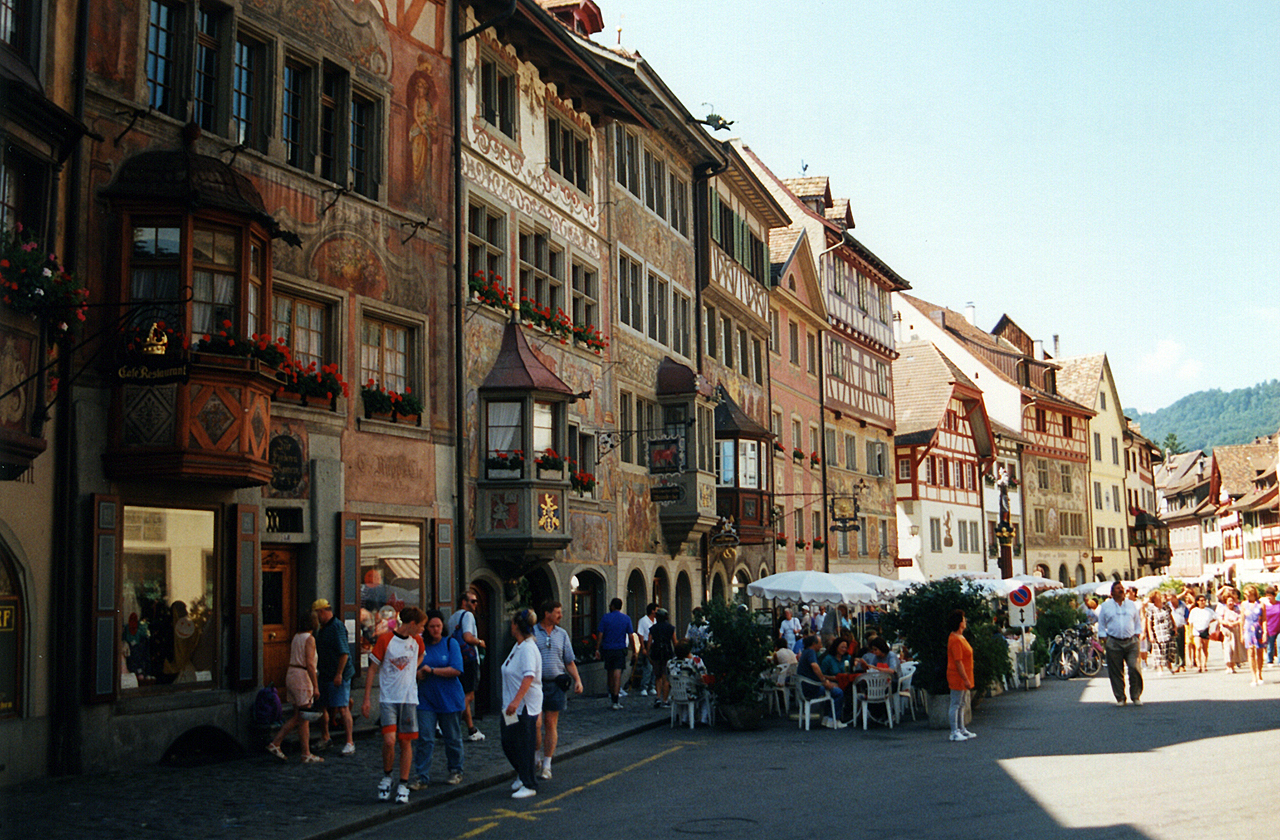
Der Rathausplatz von Stein am Rhein

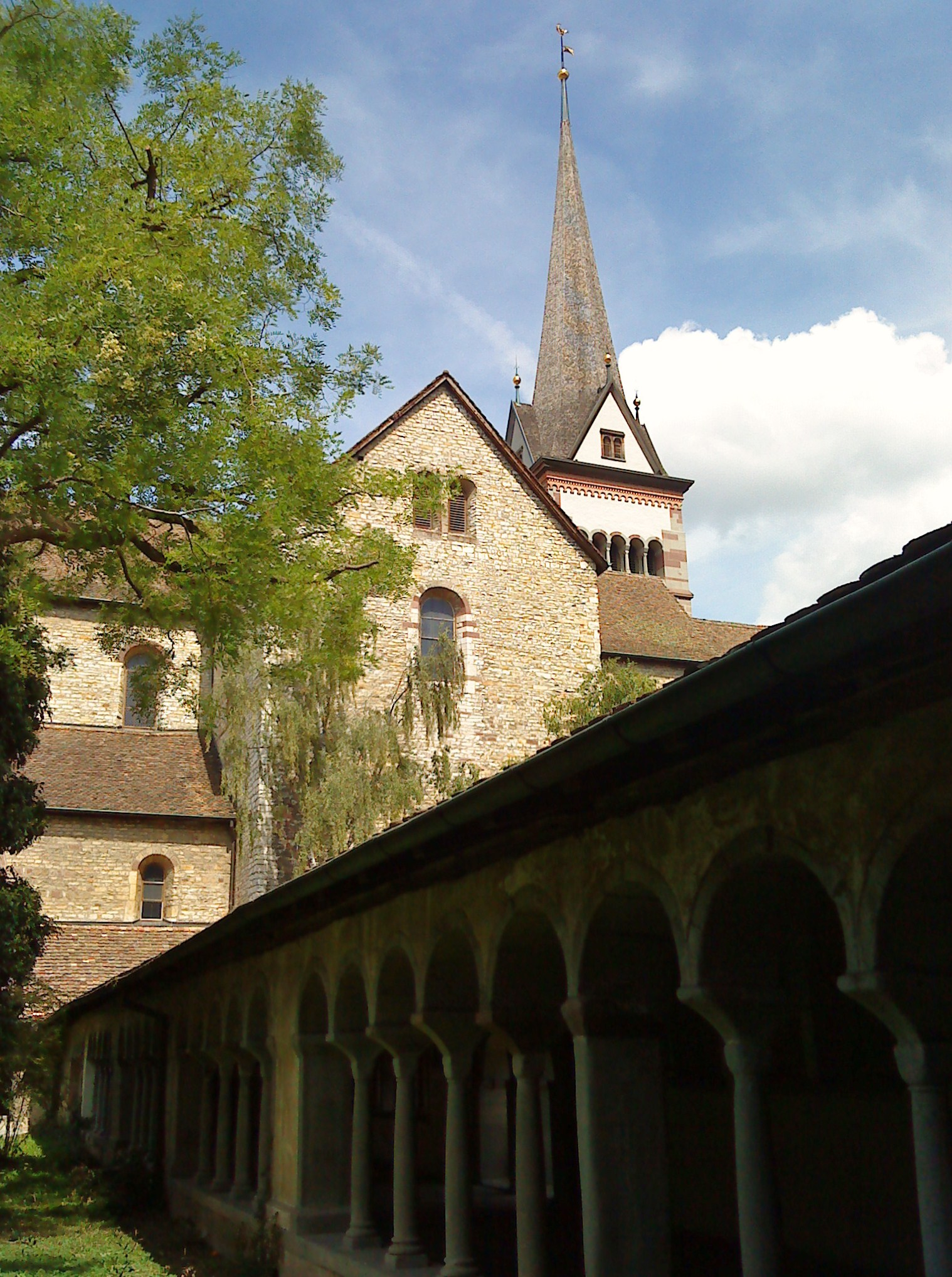
Münster zu Allerheiligen und Museum zu Allerheiligen

- Der Rheinfall, der zweitwasserreichste Wasserfall Kontinentaleuropas, ist eine der meistbesuchten Touristenattraktionen der Schweiz. Im Rheinfallbecken verkehren vom Frühling bis Herbst Schiffe zwischen dem Schlösschen Wörth, dem Schloss Laufen und dem grossen Felsen.
- Kursschiffe der Schweizerischen Schifffahrtsgesellschaft Untersee und Rhein verkehren von Frühling bis Herbst auf dem Hochrhein und Untersee zwischen Schaffhausen, Stein am Rhein und Kreuzlingen. Die Strecke auf dem Hochrhein gilt als eine der schönsten Schifffahrten Europas.
- Der waldreiche Randen ist mit seinen vielen gut markierten Wanderwegen bei Wanderern beliebt. Die vier Randentürme (Beringer Randenturm, Siblinger Randenturm, Schleitheimer Randenturm und Hagenturm) bieten schöne Aussichten über das Schaffhauserland und die Alpen (→ Liste der Aussichtstürme im Kanton Schaffhausen). Im Winter, bei guten Schneeverhältnissen, werden Langlaufspuren von 15 respektive 7 Kilometern mit Start beim Siblinger Randenhaus gespurt.
- Mehrere Velorouten, darunter die nationale Rhein-Route Nr. 2, laden zu Velotouren entlang dem Rhein und durch das Weinbaugebiet Klettgau ein.
- Der Kanton Schaffhausen ist das grösste Rebbaugebiet der Deutschschweiz. Jeden Herbst werden die Weine an zahlreichen Wein- und Trottenfesten (Siblingen, Wilchingen, Osterfingen, Trasadingen) sowie den Herbstumzügen in Hallau gefeiert.
- Die Höhle Kesslerloch bei Thayngen gehört zu den bedeutendsten Fundstellen der späten Eiszeit in Europa und lieferte Siedlungsspuren aus dem Jungpaläolithikum (Magdalénienkultur).
- Der Regionale Naturpark Schaffhausen ist ein grenzüberschreitender Naturpark. 13 Gemeinden des Kantons Schaffhausen sowie zwei Gemeinden aus dem Bundesland Baden-Württemberg bilden den Park auf einer Fläche von 209 km².

#### Orte und Gebäude
- Über der guterhaltenen Altstadt von Schaffhausen wacht die im 16. Jahrhundert erbaute Rundfestung Munot. Der Schwabentorturm und der Obertorturm sind weitere Überbleibsel der ehemaligen mittelalterlichen Stadtbefestigung. Das Münster Allerheiligen gilt heute als der grösste romanische Sakralbau der Schweiz. Am Herrenacker, einem der grössten innerstädtischen Plätze der Schweiz, sind das Stadttheater Schaffhausen sowie das Spielcasino zu finden.
- Das mittelalterliche Städtchen Stein am Rhein ist für seine kunstvoll bemalten Hausfassaden bekannt. Über dem Städtchen thront die Burg Hohenklingen. Das direkt am Rhein gelegene ehemalige Kloster St. Georgen ist heute ein Museum.

#### Museen
- Das Museum zu Allerheiligen gibt einen ausführlichen Einblick in die Geschichte der Region Schaffhausen von der Steinzeit über die Römer und dem Mittelalter bis zur Gegenwart.
- In Schleitheim sind Überreste der öffentlichen Therme der ehemaligen römischen Stadt Iuliomagus zu besichtigen.
- Die Hallen für Neue Kunst in Schaffhausen waren von 1982 bis 2014 ein Museum für zeitgenössische Kunst, speziell für die Neue Kunst seit 1965.
- Das Gipsmuseum Schleitheim informiert über den im 18./19. Jahrhundert intensiv betriebenen Gipsabbau in der Gegend.
- Das Uhrenmuseum der IWC International Watch Co. AG zeigt einen Einblick in die Geschichte der Uhrenfabrik am Rhein.
- Das Museum Lindwurm in Stein am Rhein zeigt bürgerliches Wohnen und landwirtschaftliches Arbeiten um 1850.
- Smilestones am Rheinfall: Die grösste H0-Eisenbahnanlage der Schweiz.[32][33]

## Bildung

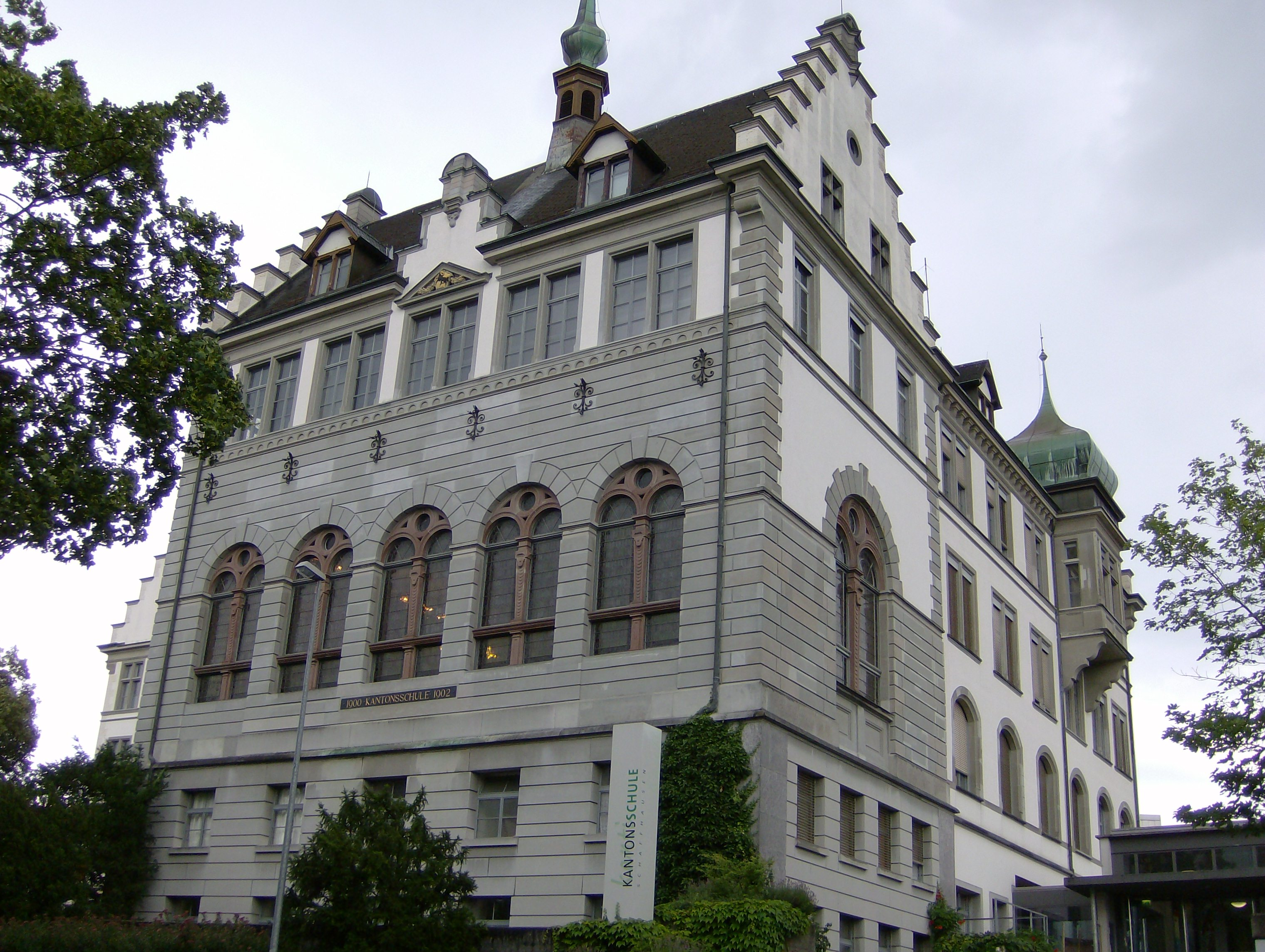
Kantonsschule Schaffhausen (Altbau)

Nebst den Primar- und Sekundarschulen in den einzelnen Gemeinden befinden sich die weiterführenden Schulen in der Kantonshauptstadt Schaffhausen:
- Kantonsschule Schaffhausen
- Berufsbildungszentrum des Kantons Schaffhausen (BBZ)
- Pädagogische Hochschule Schaffhausen (PHSH)
- Compucollege, Weiterbildungszentrum für Informatik
- Handelsmittelschule Schaffhausen (HMS)
- Handelsschule KV Schaffhausen (HSKVS)
- Höhere Fachschule Wirtschaft Schaffhausen (hfw)
- Höhere Fachschule Schaffhausen (HFS)
- International School of Schaffhausen (ISSH)
- Klubschule Migros
- Musikschule Schaffhausen (MKS)
- Schaffhausen Institute of Technology (SIT)
- Schule für Wirtschaft und Sprachen (SWS)
- Senioren Universität Schaffhausen

## Verkehr

### Eisenbahn

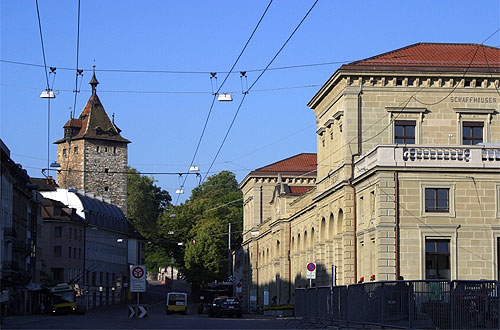
Bahnhof Schaffhausen

Der Kanton Schaffhausen erhielt 1857 seinen ersten Eisenbahnanschluss, mit der Rheinfallbahn der damaligen NOB zwischen Winterthur und Schaffhausen (heute SBB). In Ost-West-Richtung wird der Kanton seit 1863 von der Hochrheinbahnstrecke (Basel–Schaffhausen–Singen (Hohentwiel)–Konstanz) der ehemaligen Eisenbahn des Grossherzogtums Baden (heute Deutsche Bahn) erschlossen. Weitere NOB-Strecken folgten 1895 mit der Seelinie nach Feuerthalen–Etzwilen und 1897 mit der direkten Linie über deutsches Gebiet via Eglisau und Bülach nach Zürich. Diese fünf vom Bahnhof Schaffhausen ausgehenden Eisenbahnstrecken bilden auch heute noch das Rückgrat des Eisenbahnverkehrs im Kanton.
Bedient werden die Strecken von der S-Bahn Zürich (S9, S12, S24, S33), der S-Bahn St. Gallen (S8), den SBB-Regionalzügen Schaffhausen–Stein am Rhein, den DB-Regionalzügen Erzingen–Schaffhausen und Schaffhausen–Singen sowie dem IRE Basel–Singen(–Ulm). Direkte internationale Anschlüsse bietet die IC-Verbindung Stuttgart–Zürich.
2011 stimmte die Bevölkerung dem Projekt S-Bahn Schaffhausen zur Angebotserweiterung des öffentlichen Verkehrs in der Region Schaffhausen zu. Die S-Bahn soll auf dem bestehenden Streckennetz der Schweizerischen Bundesbahnen und der Deutschen Bahn entstehen, wobei einzelne Linien noch elektrifiziert und zusätzliche Haltestellen geschaffen werden müssen.

### Strassenverkehr

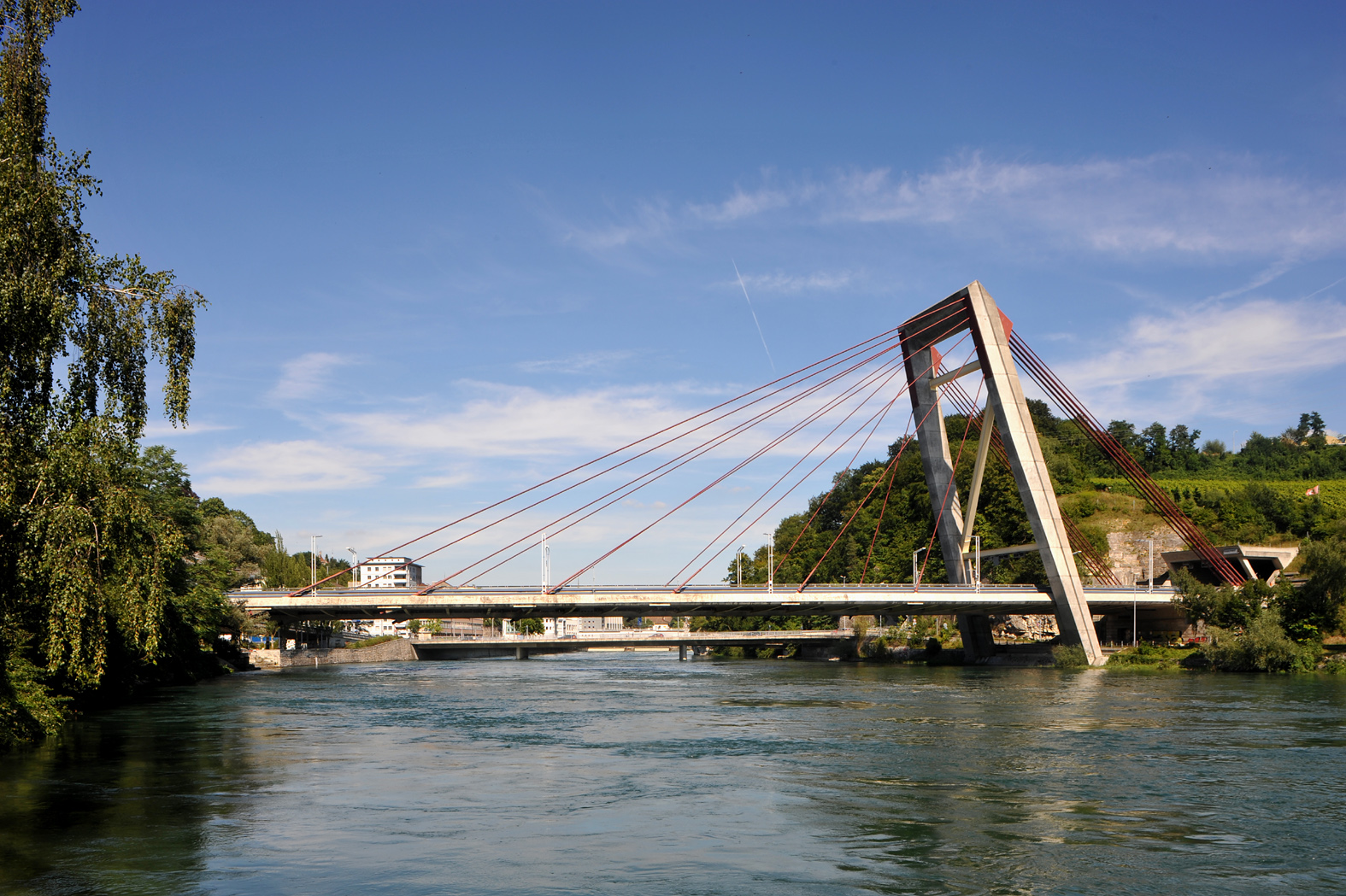
Rheinbrücke der A4

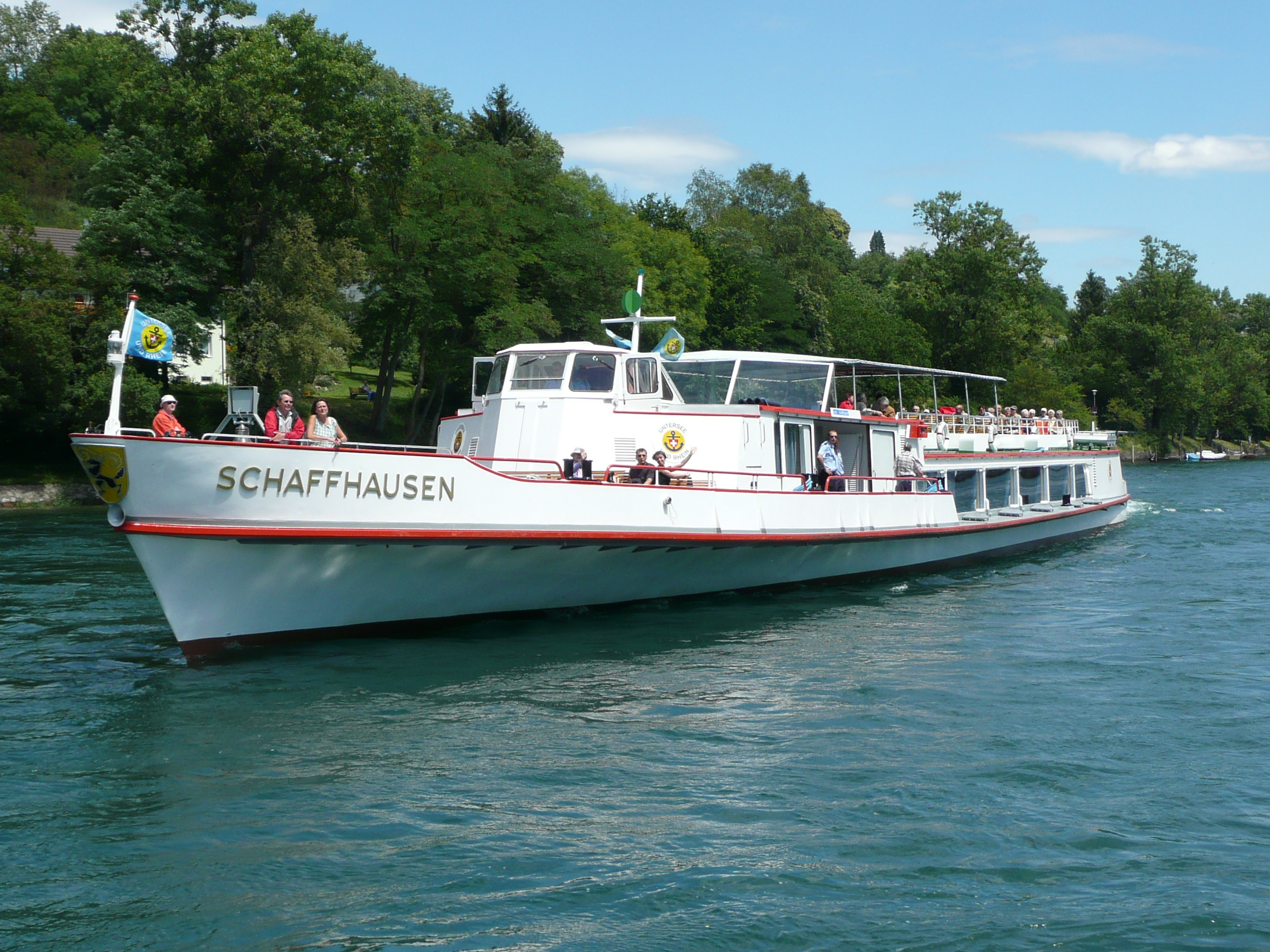
MS Schaffhausen

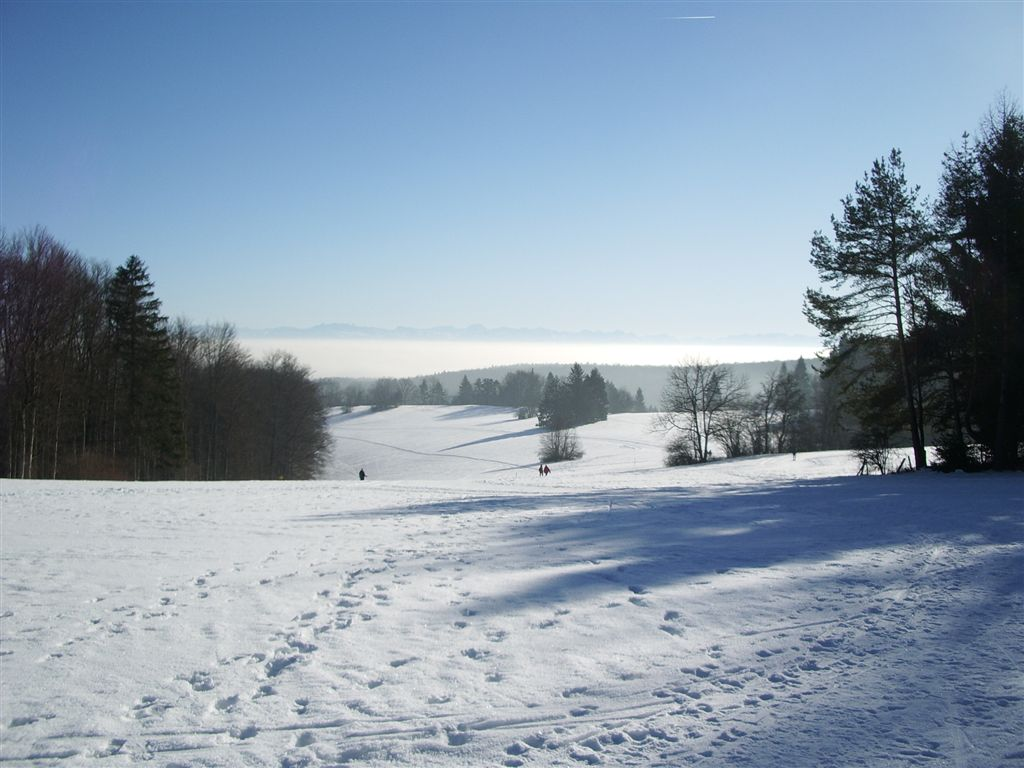
Die Hügellandschaft Randen

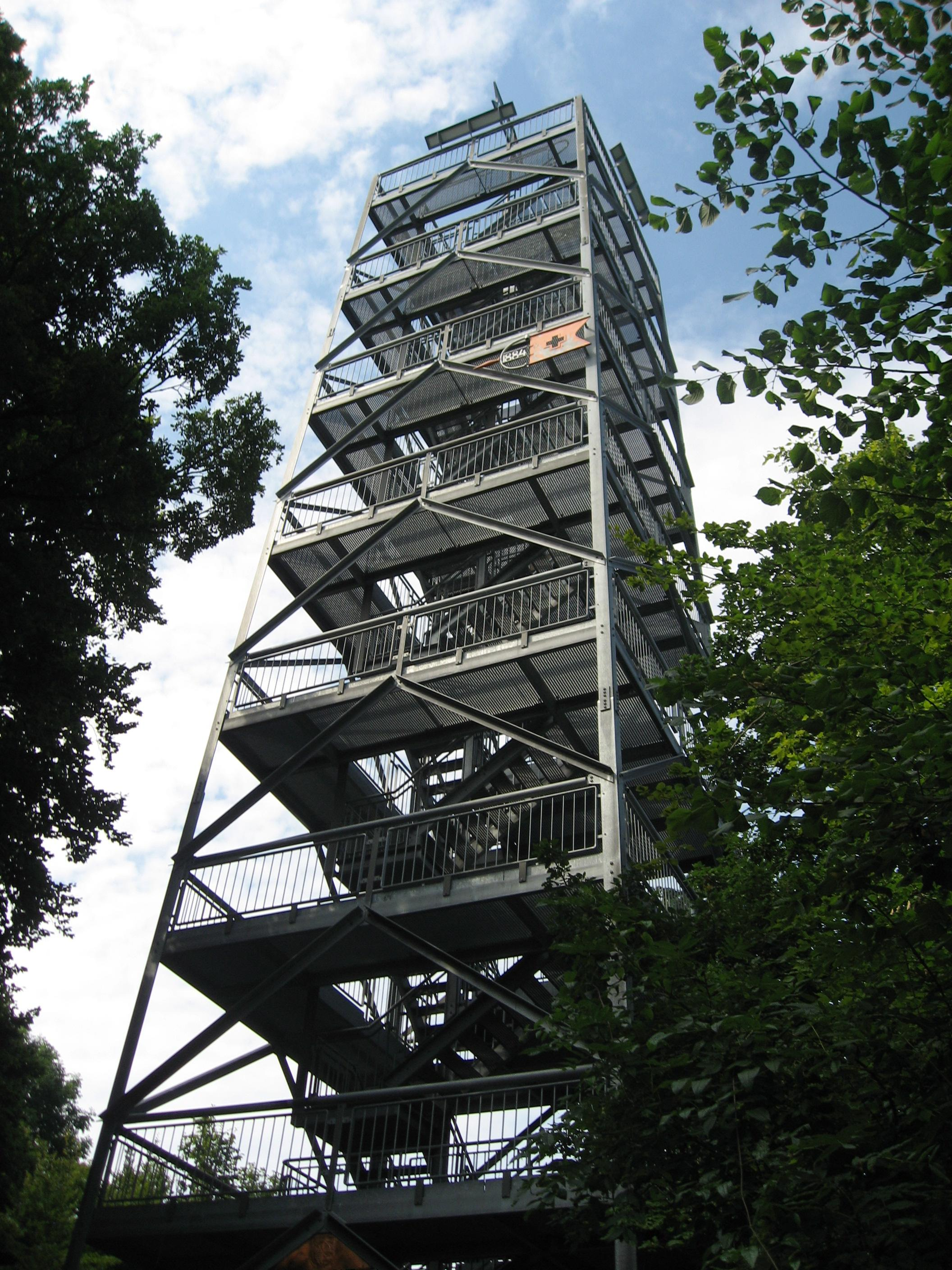
Beringer Randenturm

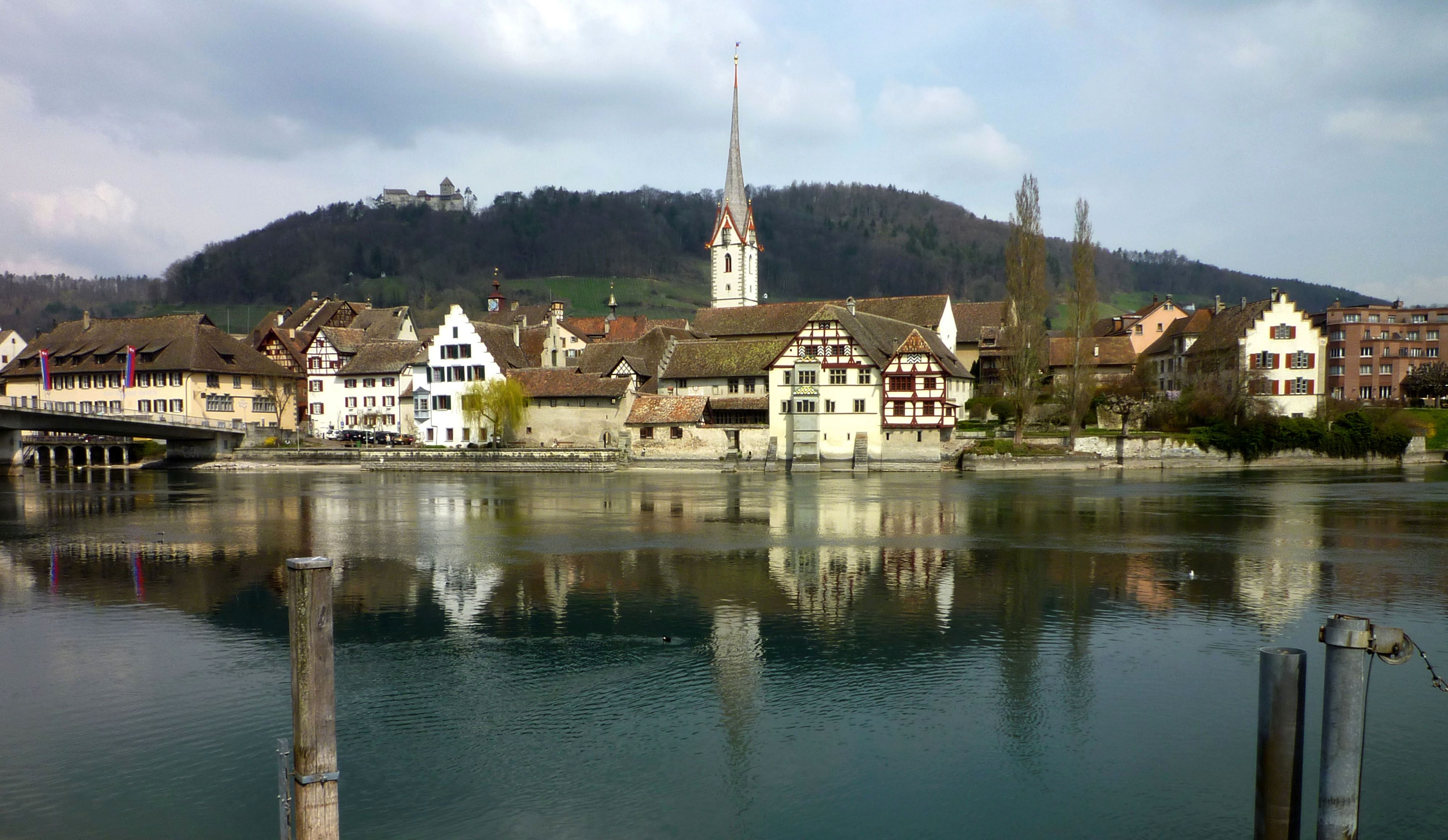
Das Städtchen Stein am Rhein

In Nord-Süd-Richtung verläuft durch den Kanton die Nationalstrasse N4, die auf Kantonsgebiet weitgehend als Autostrasse A4 ausgebaut ist und vom Grenzübergang Thayngen, durch die Stadt Schaffhausen auf die Rheinbrücke nach Flurlingen (und weiter zur A1 nach Winterthur) im Kanton Zürich führt. Nach dem Grenzübergang Thayngen ist die A4 mit der deutschen Autobahn A 81 in Richtung Stuttgart verbunden. Durch den Kanton führen die Hauptstrassen 4, 13, 14 und 15 sowie die Ferienstrassen Grand Tour of Switzerland und die Römerstrasse Neckar-Alb-Aare.
Im Jahr 2023 lag der Motorisierungsgrad (Personenkraftwagen pro 1'000 Einwohner) bei 572.

### Bus
Der Kanton verfügt über ein gut ausgebautes Busnetz. Die Verkehrsbetriebe Schaffhausen vbsh bedienen die städtischen Linien 1 (Herbstäcker–Waldfriedhof/Trolleybuslinie), 3 (Krummacker–Sommerwies), 4 (Birch–Gruben), 5 (Bahnhof Schaffhausen–Schlossweiher), 6 (Buchthalen–Falkeneck), 7 (Neuhausen SBB–Hohfluh–Bahnhof Schaffhausen), 8 (Im Freien–Bahnhof Schaffhausen) und 9 (Ebnat–Bahnhof Herblingen–Einkaufszentrum Herblinger Markt) tagsüber im Zehn- oder Fünfzehnminutentakt, in Randzeiten alle 20 oder 30 Minuten.
Auch ausserhalb der Stadt Schaffhausen bietet die vbsh gute Verbindungen: Mit den sieben regionalen Linien 21 bis 25, 27 und 28 werden alle weiteren Gebiete des Kantons mit Bussen bedient. Zusätzlich bedient auch die SüdbadenBus GmbH, zum Beispiel Stein am Rhein–Singen (Hohentwiel) sowie Die Schweizerische Post mit dem Postauto weitere regionale Stecken.
Alle Anbieter des öffentlichen Verkehrs sind im Tarifverbund Ostwind integriert.
Zwischen 1901 und 1966 besorgte die Strassenbahn Schaffhausen den öffentlichen Personennahverkehr in der Stadt Schaffhausen. 1905 wurde die Überlandstrassenbahn Schaffhausen–Schleitheim eröffnet. 1964 wurde diese Linie auf Busbetrieb umgestellt. Einzelne Stationen der Überlandstrassenbahn sind noch vorhanden (in Löhningen, Siblingen und Schleitheim).

### Schifffahrt
Zwischen April und Oktober verkehren Motorschiffe der Schweizerische Schifffahrtsgesellschaft Untersee und Rhein (URh) auf dem Hochrhein und Untersee mit Haltestellen in der Schweiz und in Deutschland, in beiden Richtungen zwischen Schaffhausen und Kreuzlingen. Es werden folgende Stationen angefahren: Schaffhausen, Büsingen am Hochrhein, Diessenhofen, Stein am Rhein, Öhningen, Mammern, Wangen, Hemmenhofen, Steckborn, Gaienhofen, Berlingen, Mannenbach, Reichenau (Insel), Ermatingen, Gottlieben, Konstanz und Kreuzlingen.
Das grösste Schiff heisst MS Schaffhausen.

### Langsamverkehr
Der Kanton Schaffhausen ist sehr gut an das Netz des nichtmotorisierten Individualverkehrs (Langsamverkehr) von SchweizMobil angebunden. Mehrere Routen führen durch den Kanton:
Veloland Schweiz
Die nationale Rhein-Route Nr. 2 Andermatt–Oberalppass–Chur–Schaffhausen–Basel (424 km) führt dem Rhein entlang von Stein am Rhein nach Schaffhausen. Diese Route ist grösstenteils deckungsgleich mit dem internationalen Rheinradweg.
Die regionalen Routen:
- 26. Ostschweizer Wein-Route: Schaffhausen – St. Gallen
- 77. Rigi–Reuss–Klettgau-Schaffhausen
- 82. Seerücken-Route: Schaffhausen – Arbon
- 86. Rheinfall–Zürcher Oberland: Schaffhausen – Wattwil (Ricken)
- 98. Rheintal-Weg
- 751. Klettgau-Route: Schaffhausen Gächlingen – Hallau – Schaffhausen
- 752. Rheinfall-Rheinau-Route: Schaffhausen – Rheinau – Schaffhausen
- 753. Hegau-Rhein-Route: Schaffhausen – Ramsen – Stein am Rhein – Schaffhausen

Der Bodensee-Radweg durchquert bei Stein am Rhein das Gebiet des Kantons Schaffhausen. Auch der Hochrhein-Hotzenwald-Weg führt durch den Kanton Schaffhausen. Ausserdem sind im Rahmen des Regionalen Naturparks Schaffhausen verschiedene Velorouten signalisiert.
Mountainbikeland Schweiz
- 50. Schaffhauserland Bike

Wanderland Schweiz
- 34. Klettgau-Rhein-Weg: Hallau – Randen – Schaffhausen
- 60. ViaRhenana: Kreuzlingen – Schaffhausen – Eglisau
- 77. ViaGottardo (Ostarm): Bargen – Schaffhausen – Bülach – Zürich – Zug – Küssnacht SZ
- Randen Weg: Schleitheim – Merishausen
- Blauburgunderland Panoramaweg: Siblingerhöhe – Trasadingen
- Schaffhauser Grenzweg: Neuhausen am Rheinfall – Osterfingen
- Chum und Lueg Weg, Osterfingen – Ruine Radegg
- Kleiner Reiat Weg: Hofen – Hofen
- Tössegg-Klettgau-Weg: Winterthur – Hallau
- 593. Nordspitze Panoramaweg: Bargen – Schwarzer Stein (nördlichster Grenzstein der Schweiz) – Bargen

Der Bodensee-Rundweg führt durch Stein am Rhein. Ausserdem endet der Ostweg, eine Nord-Süd-Fernwanderstrecke durch den Schwarzwald von Pforzheim in Schaffhausen. Der zirka 240 Kilometer lange Höhenweg wurde im Jahr 1903 angelegt und wird seither vom Schwarzwaldverein gepflegt und betreut. Sein Wegzeichen ist eine schwarz-rote Raute auf weissem Grund.
Von Blumberg kommend ist durch den Kanton Schaffhausen ein Anschlussweg zum Jakobsweg mit der stilisierten Jakobsmuschel, dem Symbol der Jakobswege, signalisiert. Der Weg überquert bei Schaffhausen den Rhein und führt auf zwei Routen weiter Richtung Süden zur nationalen Wanderroute Nr. 4 ViaJacobi von SchweizMobil.
Ausserdem sind im Rahmen des Regionalen Naturparks Schaffhausen verschiedene Wanderrouten signalisiert.
Hindernisfreie Wege
- 904. Eschheimertalweg, Schaffhausen
- 905. Uferweg, Stein am Rhein

Kanuland Schweiz
- 70. Rhein Kanu: Stein am Rhein – Schaffhausen

Skatingland Schweiz
- 555. Klettgau Skate

Langlaufen
- 435. Randenspur-Loipe klassisch[40]
- 435. Randenspur-Loipe Skating[41]

## Medien

### Zeitungen
Der Meier + Cie Verlag ist der grösste Verlag im Kanton Schaffhausen. Der Verlag gibt mit den Schaffhauser Nachrichten, im Untertitel Schaffhauser Intelligenzblatt, die einzige Tageszeitung des Kantons heraus. Weitere Titel aus dem Meier Verlag sind der Steiner Anzeiger, der wöchentlich erscheint und den Oberen Kantonsteil abdeckt, sowie die Klettgauer Zeitung / Schaffhauserland, die dreimal pro Woche erscheint und über den Klettgau berichtet.
Die wöchentlich erscheinende Gratiszeitung Schaffhauser Bock wird vom Verlag Schaffhauser Bock AG herausgegeben, der sich im Besitz des Unternehmers Giorgio Behr befindet. Der Schaffhauser Bock erscheint auch im Zürcher Rafzerfeld, im angrenzenden Zürcher Weinland sowie im ehemaligen Thurgauer Bezirk Diessenhofen.
Als Wochenzeitung erscheint im Weiteren die Schaffhauser AZ (ehemals: Schaffhauser Arbeiterzeitung) aus der AZ Verlags AG und das Heimatblatt aus dem Thaynger Augustin Verlag, das auf den Reiat fokussiert ist. Im Klettgau gibt es als Konkurrenz zur Klettgauer Zeitung des Meier Verlags die Schaffhauser Landzeitung der Schleitheimer Stamm+Co Druckerei AG, die ebenfalls dreimal wöchentlich erscheint.
Viermal im Jahr erscheinen das Schaffhauser Magazin aus dem Meier Verlag und das Magazin Lappi tue d’Augen uf, das von einem Verein herausgegeben wird.

### Radio und Fernsehen
Seit 1983 sendet das Schaffhauser Regionalradio Radio Munot und 1999 nahm das alternative, nicht kommerzielle Radio RaSA seinen Betrieb auf. Das Schaffhauser Fernsehen strahlt täglich eine Nachrichtensendung über die Region und weitere Magazinsendungen aus. Auch Tele Top sendet ein tägliches Regionalprogramm für Schaffhausen. Tele Stein sendete bis 2014 im Kabel aus dem und für den Oberen Kantonsteil.

## Sport
Der erfolgreichste Sportverein im Kanton Schaffhausen ist der Handballverein Kadetten Schaffhausen. 2011 wurde die BBC-Arena, ihre neue Heimhalle, eröffnet. Der Verein qualifiziert sich regelmässig für die Teilnahme am EHF-Pokal.
Der FC Schaffhausen spielt in der Saison 2021/2022 in der Challenge League. Die Heimspiele werden im Stadion «wefox Arena» ausgetragen. Der zweitbeste Fussballverein im Kanton ist der SV Schaffhausen.
Die Spielerinnen des VC Kanti spielen regelmässig im Challenge Cup auf europäischem Niveau mit.
Der Tischtennisclub TTC Neuhausen spielt in der höchsten Schweizer Liga. Der EHC Schaffhausen spielt in der viertklassigen 2. Liga. Die neue Eishalle, die IWC-Arena, wurde 2010 eröffnet. Der Rugby Club Schaffhausen, auch «Golden Balls» genannt, spielt in der NLC, der dritthöchsten Liga der Schweiz. Am letzten Wochenende im August finden alljährlich auf der 3,0 km langen Strecke von Oberhallau auf den Oberhallauerberg die internationalen Autobergrennen statt.

## Partnerschaft
Zwischen dem Kanton Schaffhausen und der Stadt Joinville in Brasilien besteht ein Kooperationsvertrag. Im November 2007 hat eine Delegation aus Joinville den Kanton Schaffhausen besucht und wurde von Vertretern des Kantons und der Stadt Schaffhausen sowie auch vom Verein Partnerschaft Schaffhausen Joinville empfangen. Die Verbundenheit des Kantons und der Stadt Schaffhausen ist begründet in vielen Auswanderern, die im 19. Jahrhundert aus verschiedenen Gemeinden des Kantons Schaffhausen nach Joinville in Brasilien ausgewandert sind. In den letzten Jahren wurden Kontakte zuerst auf privater, in kürzerer Vergangenheit auch auf offizieller Ebene neu aufgegriffen und vertieft.

## Ortschaften
Nachfolgend aufgelistet sind die bevölkerungsreichsten politischen Gemeinden mit mehr als 1'000 Einwohnern per 31. Dezember 2023:
| Politische Gemeinde    | Einwohner |
| ---------------------- | --------- |
| Schaffhausen, Hauptort | 38'666    |
| Neuhausen am Rheinfall | 11'213    |
| Thayngen               | 05770     |
| Beringen               | 05203     |
| Stein am Rhein         | 03548     |
| Hallau                 | 02389     |
| Neunkirch              | 02591     |
| Schleitheim            | 01807     |
| Wilchingen             | 01743     |
| Ramsen                 | 01617     |
| Löhningen              | 01624     |
| Stetten                | 01487     |